# Mistrzostwa Świata w Snookerze 2010
Mistrzostwa Świata w Snookerze 2010 (ang. 2010 Betfred.com World Snooker Championship) – odbyły się w dniach 17 kwietnia – 3 maja 2010 w Crucible Theatre w Sheffield. Były szóstym, ostatnim, turniejem rankingowym sezonu snookerowego 2009/2010.
Mecze kwalifikacyjne zostały rozegrane w dniach 24 lutego – 9 marca 2010 w English Institute of Sport w Sheffield.
Obrońcą tytułu mistrzowskiego był John Higgins, który przegrał w meczu drugiej rundy ze Steve’em Davisem 11:13.
Mistrzostwo świata zdobył Australijczyk Neil Robertson, który w finale pokonał Szkota Graeme’a Dotta 18:13. Robertson został w ten sposób drugim reprezentantem swojego kraju, który zdobył tytuł mistrza świata w snookerze.
W Polsce turniej transmitowały stacje komercyjne Eurosport i Eurosport 2.

## Podstawowe informacje

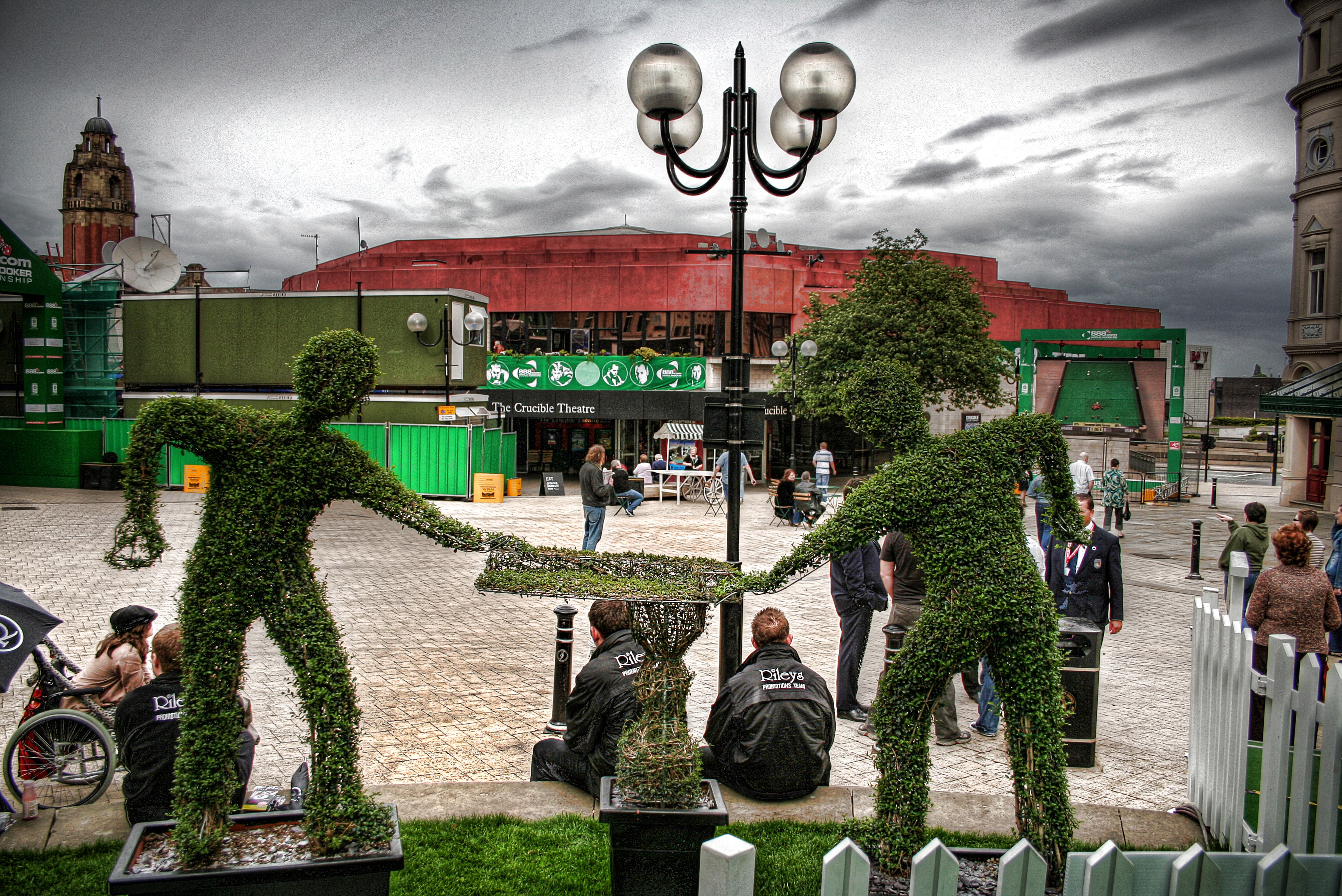
Crucible Theatre, miejsce rozgrywania turnieju

Mistrzostwa te po raz 34. były rozgrywane w Crucible Theatre. Debiutantami w zawodach byli Tom Ford i Zhang Anda (obaj zawodnicy mający zarazem najniższe miejsca rankingowe ze wszystkich uczestników). W trakcie trwania turnieju zostało rozegranych 31 spotkań. Spośród startujących uczestników najwięcej tytułów mistrza świata miał na koncie Stephen Hendry (7); oprócz niego w zawodach brało udział siedmiu innych graczy, którzy w przeszłości zdobyli tytuł mistrza świata. W sezonie poprzedzającym te mistrzostwa świata rozegrano pięć turniejów rankingowych.

## Organizacja turnieju

### Nagrody
Nagrody pieniężne w turnieju.
|                                        | Nagroda     |
| -------------------------------------- | ----------- |
| Zwycięzca                              | 250 000 £   |
| Finalista                              | 125 000 £   |
| Półfinalista                           | 52 000 £    |
| Ćwierćfinalista                        | 22 000 £    |
| Ostatnia 16                            | 14 000 £    |
| Ostatnia 32                            | 10 600 £    |
| Ostatnia 48                            | 7 400 £     |
| Ostatnia 64                            | 4 500 £     |
| Najwyższy break w fazie telewizyjnej   | 10 000 £    |
| Najwyższy break poza fazą telewizyjną  | 1 000 £     |
| Break maksymalny w fazie telewizyjnej  | 147 000 £   |
| Break maksymalny poza fazą telewizyjną | 5 000 £     |
| Łączna pula nagród                     | 1 111 000 £ |

### Punkty do rankingu
- Zwycięzca turnieju otrzymał: 10000 punktów rankingowych,
- Wicemistrz (runner up): 8000 punktów rankingowych,
- Półfinaliści: 6400 punktów rankingowych,
- Ćwierćfinaliści: 5000 punktów rankingowych,
- Ostatnia 16: 3800 punktów rankingowych,
- Ostatnia 32: 2800 punktów (w przypadku zawodników nierozstawionych) lub 1400 (w przypadku zawodników rozstawionych)[4].

Punktowane były również poszczególne fazy kwalifikacji, przy czym jeżeli rozstawiony zawodnik (grający pierwszy mecz w eliminacjach) przegrywał spotkanie, wówczas dostawał połowę punktów przewidzianych za udział w danej fazie kwalifikacji. Punktacja prezentowała się następująco:
- Ostatnia 48: 2300 punktów rankingowych (1150 dla zawodnika rozstawionego),
- Ostatnia 64: 1800 punktów rankingowych (900),
- Ostatnia 80: 1300 punktów rankingowych (650),
- Ostatnia 96: 800 punktów rankingowych (400)[4].

### Bilety
Bilety były rozprowadzane internetowo przez stronę www.sheffieldboxoffice.com. Przykładowo: cena wejściówki na sesję poranną i popołudniową meczu 1. rundy wynosiła 12 funtów, na sesję wieczorną zaś 17 funtów. Ceny wejściówek rosły wraz z kolejnymi fazami mistrzostw. Wstęp na jedną sesję meczu finałowego kosztował 42 funty, na ostatnią sesję turnieju (4 sesję meczu finałowego) zaś – 55 funtów.

## Wydarzenia związane z turniejem
- Najwięcej breaków stupunktowych (pięć) w kwalifikacjach do Mistrzostw świata 2010 wbił Chińczyk Zhang Anda – debiutant snookerowych mistrzostw świata.
- Sędziowie Jan Verhaas oraz Terry Camilleri nie dotarli na rozpoczęcie turnieju w związku z wstrzymaniem ruchu lotniczego w Europie, wskutek wybuchu wulkanu Eyjafjöll na Islandii[6].
- Mark Allen w dziewiątym framie meczu I rundy z Tomem Fordem nieskutecznie atakował breaka maksymalnego 147 punktów. Podejście zakończył przy 122 punktach, po uzyskaniu pozycji snooker na zielonej bili[7].
- 24 kwietnia, podczas trzeciej sesji meczu ze Steve’em Davisem, trzykrotny mistrz świata John Higgins wbił setnego breaka stupunktowego w historii swoich występów w Crucible Theatre na mistrzostwach świata[8].
- W wieku 52 lat Steve Davis został najstarszym ćwierćfinalistą mistrzostw świata od 1983 roku, gdy mający wówczas 53 lata Eddie Charlton przegrał z tym samym Steve’em Davisem 5:13[9].
- Neil Robertson w meczu II rundy z Martinem Gouldem doprowadził ze stanu 5:11 do zwycięstwa 13:12, co wydarzyło się dopiero po raz drugi w historii Crucible w meczu do 13. wygranych partii. Poprzednio takie wydarzenie miało miejsce w 2007 roku, gdy w ćwierćfinale Shaun Murphy pokonał Matthew Stevensa 13:12[10].
- Podczas turnieju miał miejsce finał inicjatywy „Future Star”. Polegała ona na wyłonieniu młodego gracza, który byłby następcą Ronnie O’Sullivana. Przed turniejem w Crucible, za pomocą ogólnonarodowych selekcji wyłoniono finałową ósemkę młodych talentów, spośród których O’Sullivan wybrał zwycięzcę. Osoba ta otrzymała czek w wysokości 5 tysięcy funtów. Będzie również szkolona przez O’Sullivana[11]. Wybrany został 16-letni Joel Walker[12].
- Dennis Taylor i Steve Davis rozegrali okolicznościowego frame’a z okazji 25. rocznicy finału mistrzostw świata z 1985 roku. Wówczas wygrał Taylor 18:17, a mecz rozstrzygał się na czarnej bili[13].
- Po raz pierwszy w historii mistrzostw świata rozgrywanych w Crucible najwyższym breakiem okazał się wynik 146 punktów[14]. Po raz piąty w historii mistrzostw świata w Crucible, najwyższy break turnieju został osiągnięty przez dwóch zawodników, ostatni taki przypadek miał miejsce w 2008 roku, wówczas najwyższym breakiem turnieju był break maksymalny, wbity przez R. O’Sullivana i A. Cartera[14].
- Neil Robertson został czwartym Australijczykiem, który awansował do finału mistrzostw świata (pierwszym od 1975 roku, gdy Eddie Charlton przegrał z Rayem Reardonem 30:31)[15].
- Zdobywając tytuł mistrzowski, Robertson dołączył do Horace’a Lindruma, który jako jedyny Australijczyk mógł wcześniej świętować taki sukces (1952)[15]. Równocześnie Robertson został drugim zawodnikiem spoza Wysp Brytyjskich, który zdobył mistrzostwo w datowanej od 1977 roku historii turnieju rozgrywanego w Crucible Theatre (jedynym do tej pory był Cliff Thorburn w 1980 roku)[16].
- Neil Robertson został także drugim leworęcznym mistrzem świata w snookerze (pierwszym był Mark J. Williams)[17].
- Finał rozegrany pomiędzy Graeme’em Dottem i Neilem Robertsonem był pierwszym finałem mistrzostw świata od 2003 roku, w którym nie brał udziału zawodnik angielski[15].

## Sędziowie
- Terry Camilleri
- Colin Humphries
- Olivier Marteel
- Brendan Moore
- Leo Scullion
- Michaela Tabb
- Jan Verhaas
- Eirian Williams
- Pete Williamson

## Zawodnicy

### Zawodnicy rozstawieni
W turnieju na 1. pozycji rozstawiony został obrońca tytułu. Następne 15 miejsc zostało obsadzonych według kolejności na liście rankingowej na sezon 2009/2010. W nawiasie podano osiągniętą przez zawodnika fazę mistrzostw.
1. John Higgins MBE (obrońca tytułu) (2R)
2. Ronnie O’Sullivan (QF)
3. Stephen Maguire (2R)
4. Shaun Murphy (QF)
5. Allister Carter (SF)
6. Ryan Day (1R)
7. Mark Selby (SF)
8. Marco Fu (1R)
9. Neil Robertson (W)
10. Stephen Hendry MBE (2R)
11. Mark Allen (QF)
12. Joe Perry (2R)
13. Ding Junhui (2R)
14. Peter Ebdon (1R)
15. Mark Williams MBE (2R)
16. Mark King (1R)

### Zawodnicy nierozstawieni
Poniżsi zawodnicy uzyskali awans do mistrzostw świata poprzez udział w kwalifikacjach (w nawiasie numer zajmowany na liście rankingowej), [w nawiasie kwadratowym podano osiągniętą przez zawodnika fazę mistrzostw]:

- Barry Hawkins (17) [1R]
- Jamie Cope (18) [1R]
- Steve Davis OBE (23) [QF]
- Michael Holt (24) [1R]
- Stephen Lee (25) [1R]
- Liang Wenbo (27) [1R]
- Graeme Dott (28) [F]
- Fergal O’Brien (31) [1R]
- Gerard Greene (32) [1R]
- Stuart Pettman (37) [2R]
- Ken Doherty (44) [1R]
- Marcus Campbell (45) [1R]
- Martin Gould (46) [2R]
- Mark Davis (47) [2R]
- Tom Ford (49) [1R]
- Zhang Anda (nkl) [1R][18]

## Przebieg turnieju

### Runda 1

#### J. Higgins – B. Hawkins

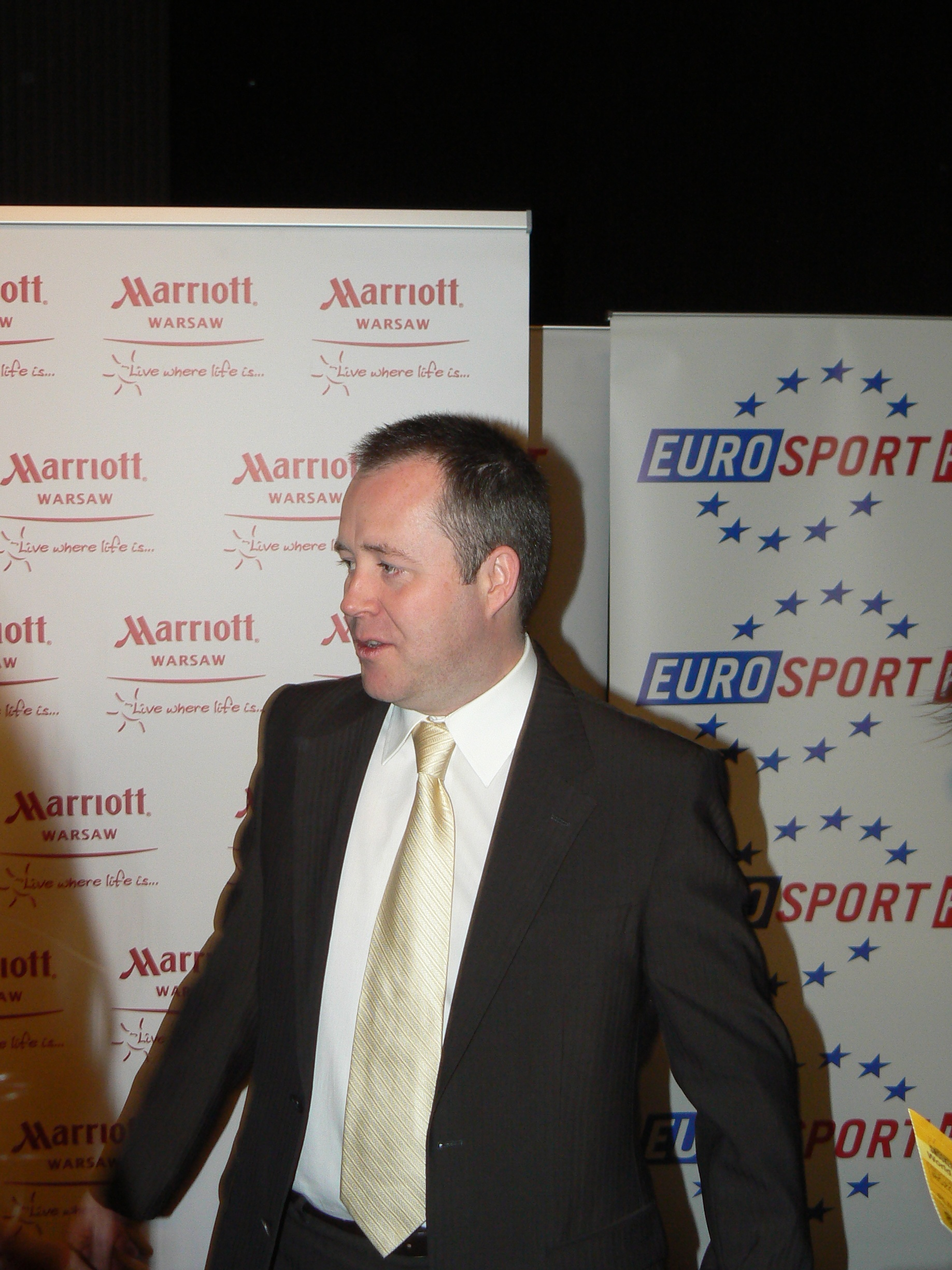
John Higgins – obrońca tytułu (wyeliminowany w 2. rundzie turnieju)

Mecz ten w całości był rozgrywany 17 kwietnia (w sesji porannej i wieczornej). Z pierwszej sesji zwycięsko wyszedł Barry Hawkins, prowadząc 5:4 (do regulaminowej przerwy w sesji prowadził 3:1) i wbijając wysokie breaki – 51, 69, 51, 84 i 58 punktów. Odpowiedzią na taką grę Hawkinsa był zaledwie jeden wysoki break Higginsa – 52 punkty w 9. partii spotkania.
W drugiej sesji, rozegranej wieczorem tego samego dnia, pierwsze cztery frame’y wygrał Higgins wbijając w jednym z nich 121 punktów w breaku, doprowadzając do przewagi 8:5. Hawkins zdołał odpowiedzieć zaledwie jedną partią, jednak ostatecznie w meczu zwyciężył Higgins 10:6, wbijając po drodze wysoki, 114-punktowy break. To także Szkot jest autorem najwyższego breaka w spotkaniu – 121 punktów w 11. partii spotkania.
Wyniki meczu: Sesja I: 77-30, 1-101(51), 0-70(69), 24-90(51), 83-8, 69-0, 0-84(84), 52-64(58), 96(52)-1 Sesja II: 70(63)-25, 121(121)-0, 65-23, 75(67)-18, 41-63, 114(114)-0, 73-1.

#### M. Allen – T. Ford
Rozpoczęcie meczu miało miejsce w sesji porannej 1 dnia zawodów – 17 kwietnia. Pierwsze 7 partii wygrał Mark Allen, jego przeciwnik – Tom Ford – zdołał odpowiedzieć jednym frame’em. W ostatniej odsłonie sesji zwyciężył ponownie Allen, ustalając wynik na 8:1.
W drugiej sesji pojedynku (porannej, 18 kwietnia) Tom Ford zaczął odrabiać straty. Z wyniku 8-1 zdołał dojść do rezultatu 8-3, w tym wbijając kolejno breaki w wysokości 77 i 71. Trzecią partię sesji wygrał Mark Allen, również w tym frejmie obydwaj zawodnicy zdołali wbić breaki powyżej 30 punktów. Ostatnią partię przed przerwą wygrał Tom Ford dzięki podejściu, w którym wbił 58 punktów. Pierwszą partię po przerwie, i jak się okazało, ostatnią w meczu, wygrał Mark Allen, uzyskując w podejściu 72 punkty. Dzięki temu ustalił wynik meczu na 10-4 i awansował do drugiej rundy.
Wyniki meczu: Sesja I: 67(66)-59(59), 89(57)-0, 64(39)-35(31), 71(51)-64(36), 62-8, 86(86)-6, 67-39(38), 6-110(107), 122(122)-0 Sesja II: 8-117(77), 36(36)-72(71), 75(32)-38(38), 6-67(58), 72(72)-48(33).

#### J. Perry – M. Holt
Mecz rozpoczął się w sesji popołudniowej 17 kwietnia. Do przerwy sesji prowadził Joe Perry 3:1, który również wygrał całą sesję 7:2. W drugim framie Holt uzyskał najwyższego breaka całego meczu (112 punktów), ale kluczowymi okazały się partie czwarta i piąta, które Perry wygrał na ostatniej, czarnej bili.
Mecz zakończył się w sesji wieczornej 18 kwietnia. Perry, półfinalista mistrzostw świata z 2008 roku, kontrolował przebieg wydarzeń i wygrał trzy z pięciu partii tej sesji i ostatecznie mecz zakończył się wynikiem 10:4. Perry tylko w trzech frame’ach uzyskał breaki powyżej 60 punktów (najwyższy 64) i pod tym względem zaprezentował się najsłabiej spośród dotychczasowych triumfatorów I rundy.
Wyniki meczu: Sesja I: 67-57(42), 18-112(112), 71-36, 72(37,31)-62(62), 65(64)-64(64), 62(62)-1, 11-59(47), 72(34)-38, 73(55)-8
Sesja II: 69(60)-19, 3-79(56), 56(32)-63(54), 67(46)-44(39), 57-44(44).

#### S. Hendry – Zhang A.
Mecz rozpoczął się w sesji popołudniowej 17 kwietnia. Stephen Hendry wygrał pierwsze wszystkie partie przed przerwą w sesji, doprowadzając do wyniku 4:0. Po wznowieniu gry Zhang Anda zdołał jednak odrobić 3 frame’y, a ostatecznie pierwsza sesja zakończyła się nieznaczną (5:4) przewagą Hendry’ego.
Po wznowieniu gry, w sesji wieczornej 18 kwietnia, Stephen Hendry stopniowo zwiększał swoją przewagę nad Chińczykiem, dzięki czemu wyszedł na dwuframe’owe prowadzenie – 7:5. Od tego stanu meczu cztery kolejne partie wygrał jednak Zhang Anda. Przy tymże prowadzeniu (9:7) Anda podjął się próby ataku na breaka maksymalnego, która zakończyła się na czarnej po czwartej czerwonej. Partię tę zakończył Hendry odrabiając część strat. Od stanu 9:8 dla Chińczyka, Hendry wbił jeszcze dwa przyzwoite breaki – 52, i 55 punktów, zapewniając sobie zwycięstwo w całym spotkaniu 10:9.
Wyniki meczu: Sesja I: 71(60)-19, 61-48(48), 74(73)-1, 71-4, 0-83(83), 39(39)-70(69), 1-81(64), 21-60(46) Sesja II: 50(38)-97(86), 93(65)-0, 61-1, 65(38)-77(35), 9-77(41), 0-124(76), 6-97(49), 89(89)-25, 94(52)-6, 89(55)-4.

#### M. Selby – K. Doherty
Mecz rozpoczął się w sesji wieczornej 17 kwietnia. Rozegrano wówczas 9 frejmów. Do przerwy wynik wynosił 2-2. W pierwszej partii górą był Ken Doherty, który wbił breaka w wysokości 40 punktów. Drugą partię zdominował Mark Selby, który w jednym podejściu wbił 103 punkty. W partii trzeciej widzieliśmy dużo gry taktycznej. Ostatecznie wygrał ją Ken Doherty. W tej partii nie padł żaden znaczący break. W partii czwartej znów padł 100-punktowy break Marka Selby’ego. Uzyskał wynik 106 punktów w jednym podejściu. Po przerwie Ken Doherty zdołał wygrać tylko jednego frejma. Dokonał tego w siódmej partii, nie padł w niej żaden wyższy break. Pozostałe partie wygrał Mark Selby kolejno uzyskując breaki: 90, 60, 46, 70.
Druga sesja przebiegała pod dyktando Marka Selby’ego. Anglik wygrał 4 z 5 partii, które zostały rozegrany. W partii pierwszej Mark Selby wygrał dzięki brejkom w wysokości 39 i 43. Partia druga również została zapisana na konto Selbyego, który w jednym podejściu wbił 82 punkty. Z kolei frejm numer trzy wygrał Ken Doherty wbijając 61 punktów. W tej partii Anglik odpowiedział tylko podejściem 31-punktowym. Kolejne 2 frejmy wygrał Selby. Wbił kolejno breaki: 80 i 81, ustalając wynik spotkania na 10-4.
Wyniki spotkania: Sesja I: 1-64(40), 107(103)-0, 51-75, 107(106)-14, 90(90)-0, 64(60)-56(54), 17-78, 87(41,46)-0, 78(70)-0 Sesja II: 86(39,43)-0, 87(82)-24, 39(31)-71(61), 80(80)-44, 81(81)-0.

#### M. Fu – M. Gould
Spotkanie rozpoczęło się 18 kwietnia w sesji porannej. Notowany na ósmym miejscu listy rankingowej Marco Fu był faworytem, mimo iż w obecnym sezonie wygrał zaledwie dwa mecze. Po pierwszych czterech frame’ach Fu prowadził 3-1, a piątą wygrał na ostatniej, czarnej bili, co zdawało się zapewniać mu psychologiczną przewagę. Siódma partia padła łupem Martina Goulda, lecz w kolejnej Fu wbił najwyższego breaka w całym meczu – 112 punktów. Ostatnie dwa frame’y sesji zakończyły się sukcesem Anglika, który przy okazji również uzyskał breaka powyżej 100 punktów (103). Po pierwszej sesji Marco Fu prowadził 5:4.
Drugą sesję rozegrano przed południem 19 kwietnia. Pierwszą partię wygrał Gould breakiem 102 punktów, ale w kolejnych lepszy był reprezentant Hongkongu, który doprowadził do stanu 8:6. Wówczas niżej notowany Anglik odpowiedział trzema kolejnymi frame’ami i po raz pierwszy objął prowadzenie 9:8. W osiemnastej partii Fu wygrał taktyczną rozgrywkę na kolorach i spowodował, że doszło do decydującej, dziewiętnastej partii. W niej słabym rozbiciem popisał się Gould, ale Fu spudłował czerwoną bilę do lewej narożnej kieszeni, jednocześnie wystawiając grę Anglikowi do kieszeni środkowej. Gould jednym podejściem do stołu i breakiem 90 punktów zapewnił sobie zwycięstwo i został pierwszym nierozstawionym zawodnikiem, który awansował do drugiej rundy.
Wyniki meczu: Sesja I: 70(70)-28, 76(36,34)-21, 39-66(58), 71(56)-6, 76(39)-62(37), 1-72(35), 118(112)-1, 0-127(103), 43(37)-72(51)
Sesja II: 1-103(102), 83(32)-41, 8-104(38,66), 66-32, 79(79)-0, 0-79(53), 6-73(32), 29-90(55), 65(51)-42, 0-90(90)2.

#### A. Carter – J. Cope
Mecz byłego wicemistrza świata z dwukrotnym finalistą turniejów rankingowych zapowiadał się jako jeden z najbardziej zaciętych pojedynków pierwszej rundy. Jednak Allister Carter bardzo szybko uzyskał wyraźną przewagę i pierwszą sesję zakończył prowadzeniem 7:2. Poziom meczu nie był jednak najwyższy; Jamie Cope dwukrotnie uzyskał breaki powyżej 60 punktów, podczas gdy Carter mógł się pochwalić jedynie 57 punktami w jednym podejściu.
Wobec tak ogromnej przewagi Cartera, druga sesja, którą rozegrano 19 kwietnia, nie mogła przynieść wielkich emocji. Obaj zawodnicy poprawili swoje najwyższe breaki w meczu (Cope 84, Carter 83), ale nie doczekano się podejścia stupunktowego. Ostatecznie starszy z Anglików zwyciężył 10:4 po niespodziewanie jednostronnym pojedynku.
Wyniki meczu: Sesja I: 68(55)-32, 69(48)-22, 7-69(62), 62-42, 100(57,43)-20, 62(32)-25, 73(46)-32, 66(49)-64(64), 45-66(43)
Sesja II: 104(75)-0, 27-58(44), 0-84(84), 102(83)-0, 67(38)-82.

#### M. Williams – M. Campbell
Mecz rozpoczął się w sesji porannej 19 kwietnia. Pierwsza sesja okazała się najsłabsza spośród wszystkich rozegranych do tego momentu w Crucible, bowiem padły w niej tylko dwa breaki powyżej 50 punktów (Williams 56, Campbell 53). Zdecydowany faworyt spotkania, Mark J. Williams, okazał się nieznacznie lepszy w tej wątpliwej jakości rozgrywce i zakończył sesję prowadzeniem 5:4.
Mecz został dokończony wieczorem 19 kwietnia. W pierwszym framie sesji Marcus Campbell uzyskał swojego najwyższego breaka – 74 punkty, ale była to jego ostatnia wygrana partia w meczu. Williams zwyciężył w dwóch kolejnych i objął prowadzenie 7:5, a kluczową okazała się partia czternasta, którą Walijczyk wygrał na ostatniej, czarnej bili, po tym, gdy Campbell spudłował ją zagrywając dublem do środkowej kieszeni. Szkot wykonał to zagranie zbyt lekko i zostawił tuż nad kieszenią, co skwapliwie wykorzystał Williams. Ostatnie dwie partie były tylko zwieńczeniem dzieła; ostatecznie dwukrotny mistrz świata wygrał to spotkanie 10:5.
Wyniki meczu: Sesja I: 39-74(53), 67-35, 60(36)-39, 29-61, 83(45,34)-0, 68-0, 47(47)-77(33), 0-85(36,49), 77(56)-41 Sesja II: 6-78(74), 69(54)-22, 72(71)-29, 63-61, 98(87)-6.

#### R. O’Sullivan – L. Wenbo
Mecz rozpoczął się w sesji popołudniowej 19 kwietnia. Był to dotychczas trzeci w historii pojedynek tych zawodników. Pierwszą partię wygrał Ronnie O’Sullivan wynikiem 63-10. W drugim frame’ie obaj zawodnicy mieli szanse na zwycięstwo, ostatecznie jednak Liang Wenbo przechylił losy partii na swoją korzyść, wygrywając dwoma punktami (66-64). W trzeciej i czwartej partii zwyciężał O’Sullivan wbijając dwa breaki stupunktowe. Po wznowieniu gry frame’a wygrał Wenbo, była to jednak ostatnia partia wygrana przez niego w tej sesji. W kolejnych czterech zwyciężył O’Sullivan, ustanawiając tym samym wynik sesji na 7:2.
W drugiej części tego spotkania, 20 kwietnia, w sesji popołudniowej pierwszego frame’a wygrał Wenbo. Następnie dwie partię zostały jednak wygrane przez O’Sullivana, który wysunął się na prowadzenie 9-3 i potrzebował już tylko jednej partii do awansu. Wenbo zdołał jednak odrobić część strat, wygrywając cztery kolejne partie. Ostatecznie jednak Ronnie O’Sullivan zwyciężył w meczu 10-7 budując wygrywającego breaka w 17 frame’ie. Po tym spotkaniu w wywiadzie pomeczowym odniósł się do następnego pojedynku z Markiem Williamsem, twierdząc iż będzie to ciężkie spotkanie.
Wyniki meczu: Sesja I: 63(32)-10, 64-66(32), 100(100)-40, 108(108)-0, 22-64, 62(54)-1, 62-54, 86(86)-0, 95(56)-0 Sesja II: 21-72(48), 61(34)-60, 90(60)-20, 8-77(61), 19-103(103), 42-76, 4-133(127), 76(73)-0.

#### M. King – S. Davis
Mecz rozpoczął się wieczorem 19 kwietnia. Sześciokrotny mistrz świata, Steve Davis, przegrał dwie pierwsze partie, ale trzecią wygrał na ostatniej, czarnej bili. W trakcie całej sesji nieprzerwanie na prowadzeniu znajdował się Mark King, który w czwartym framie uzyskał najwyższego breaka (94 punktów). Wynik do przerwy: 3-1 dla Marka Kinga. Jednak występujący po raz 30. w Crucible Davis zakończył ją stosunkowo korzystnym dla siebie rezultatem i przegrywał tylko 4:5.
Mecz dokończono w sesji wieczornej 20 kwietnia. Pierwszą partię sesji zapisał na swoim koncie King, ale kolejne cztery – głównie dzięki dobrej grze taktycznej – padły łupem Davisa. W czternastym i piętnastym framie ponownie lepszy okazał się King, który tym samym doprowadził do remisu 8:8. W siedemnastym framie Davis wbił swojego najwyższego breaka w meczu (91 pkt.), ale w następnym leworęczny King okazał się lepszy w rozgrywce na kolorach i po raz trzeci o wyniku meczu I rundy decydowała dziewiętnasta partia. W niej King spudłował różową do środkowej kieszeni i oddał inicjatywę Davisowi, który dzięki skutecznej grze taktycznej wypracował sobie przewagę niezbędną do odniesienia zwycięstwa. King zdołał ustawić jednego skutecznego snookera, ale nie odrobił już strat i po przypadkowym wbiciu ostatniej różowej w momencie, w którym potrzebował punktów z fauli Davisa (snookerów), automatycznie partia została zakończona i ostatecznie triumfatorem meczu został Steve Davis wynikiem 10:9.
Wyniki meczu: Sesja I: 67(53)-1, 78(47)-8, 52(38)-61, 94(94)-1, 4-86(77), 39-77(30,35), 78(62)-22, 69-35, 31-55 Sesja II: 53-33, 40(40)-78(54), 45-76, 0-68(34), 6-60(49), 78-14, 73(54)-45, 0-91(91), 77(48)-42, 43-55.

#### Ding J. – S. Pettman
Pojedynek został rozpoczęty w sesji porannej 20 kwietnia. Pierwszą sesję zdominował zdecydowany faworyt, Ding Junhui, który wygrał ją 8:1. Siódmy frame był jedynym wygranym przez Stuarta Pettmana, który wcześniej wbił jednego breaka powyżej 50 punktów (w czwartej partii). Ding swój najwyższy break uzyskał w partii szóstej (120 punktów).
Druga sesja, rozegrana przed południem 21 kwietnia, trwała tylko nieco ponad pół godziny, bowiem Chińczyk bez problemów wygrał dwie brakujące partie, potrzebne mu do końcowego sukcesu wynikiem 10:1.
Wyniki meczu: Sesja I: 99(42,44)-17, 75-11, 73(53)-48, 77(77)-51(51), 111(88)-8, 129(120)-0, 3-64, 67(40)-42, 95(95)-12 Sesja II: 88(88)-1, 61-47.

#### R. Day – M. Davis
Drugi z meczów, który rozpoczął się w sesji porannej 20 kwietnia. Było to czwarte w historii spotkanie tych zawodników (wszystkie z nich wygrał Ryan Day). Pierwsze dwa frame’y padły łupem Ryana Daya (jedną z nich wygrał na kolorach, drugą najwyższym breakiem sesji – 97 punktów), ale kolejne cztery wygrał nierozstawiony Mark Davis. Ostatnie trzy partie obaj zawodnicy wygrywali naprzemiennie i sesja zakończyła się minimalnym prowadzeniem Marka Davisa 5:4.
Spotkanie dokończono w sesji porannej 21 kwietnia. Pierwsze dwa framy padły łupem Daya, który wyszedł na prowadzenie 6:5, ale wkrótce Davis doprowadził do remisu. Czternastą partię Day wygrał na ostatniej, czarnej bili, ale w następnej to Davis popisał się takim wyczynem wskutek słabego pozycjonowania Walijczyka na ostatnią czarną bilę. Day forsował wbicie przy użyciu krzyżaka, ale spudłował i Davis dobił czarną bilę bez żadnego problemu, zagraniem przez całą długość stołu. W szesnastym framie Day kontrolował sytuację i doprowadził do remisu 8:8, ale w dwóch ostatnich partiach popełnił proste błędy na wbiciu, zostawiając łatwą grę rywalowi. Davis nie zmarnował takich szans i został trzecim nierozstawionym zawodnikiem, który awansował do II rundy.
Wyniki meczu: Sesja I: 63(34)-49, 97(97)-6, 18-84(84), 1-85(85), 26-80(37,30), 52(39)-72(52), 54(46)-11, 17-78(46), 88(76)-5 Sesja II: 74(32,36)-0, 74(58)-11, 32-78(41), 62-51, 53-54, 69(33)-23, 10-71(56), 25-81(62).

#### P. Ebdon – G. Dott
Mecz rozpoczął się w sesji wieczornej 20 kwietnia. Mimo iż pierwszą partię wygrał Peter Ebdon, cała sesja stała pod znakiem dominacji Graeme’a Dotta, który zwyciężył w siedmiu z ośmiu następnych. W drugim framie Szkot uzyskał jedynego breaka stupunktowego w tym pojedynku (105 punktów).
Pojedynek dokończono wieczorem 21 kwietnia. Pierwsze dwa framy wygrał Ebdon, zmniejszając straty do wyniku 4:7, ale kluczową dla końcowego rozstrzygnięcia okazała się partia dwunasta. W niej Dott uzyskał 67 punktów przewagi, ale oddał stół rywalowi forsując wbicie czerwonej, do której wcześniej źle spozycjonował białą bilę. Ebdon odpowiedział 43 punktami, ale mając układ na wygranie frame’a, również popełnił błąd w pozycjonowaniu na bilę zieloną. Anglik forsował wbicie, ale spudłował i pozwolił Dottowi na zwycięski powrót do stołu. Ebdon zdołał wygrać następną partię, ale w dwóch ostatnich wyraźnie lepszy okazał się Szkot, który ostatecznie zwyciężył 10:5.
Wyniki meczu: Sesja I: 85(50)-54(33), 16-105(105), 37(37)-70(53), 12-64(36), 0-105(57,48), 46(41)-68(41), 61-50(50), 36-91 Sesja II: 73(72)-49, 72(47)-30(30), 46(46)-79(37), 81(55)-30, 28-73(34), 37-56.

#### N. Robertson – F. O’Brien
Mecz rozpoczął się w sesji popołudniowej 20 kwietnia. Pierwszą partię wygrał nierozstawiony Fergal O’Brien, zaś pięć kolejnych na swoim koncie zapisał leworęczny Asutralijczyk – Neil Robertson. Irlandczyk zdołał zwyciężyć w dwóch następnych, jednak w ostatniej partii Robertson breakiem 106 punktów ustalił wynik sesji na 6:3 na swoją korzyść.
Mecz dokończono w sesji popołudniowej 21 kwietnia. Pierwsze dwa framy pewnie wygrał O’Brien, ale kluczowe okazały się dwa następne. Najpierw Robertson wygrał dwunastą partię na ostatniej, czarnej bili, natomiast partia trzynasta trwała aż 69 minut i rozstrzygnęła się w dogrywce na czarnej bili. O’Brien otwierając dogrywkę popełnił prosty błąd, gdyż biała bila zbiła się dwukrotnie z czarną i wystawiła ją do łatwego wbicia do prawej narożnej kieszeni. Takiej szansy Australijczyk nie zmarnował i powiększył przewagę do trzech framów. W dwóch kolejnych O’Brien nie miał już żadnych szans, bowiem Robertson dwukrotnie uzyskiwał breaki powyżej 50 pkt. i ostatecznie zwyciężył 10:5.
Wyniki meczu: Sesja I: 22-60(44), 73-7, 81(70)-16, 75(30)-19, 71(62)-50(50), 94(64)-21, 6-65, 14-65, 106(106)-0 Sesja II: 32-67(58), 40-73(64), 58-54, 77-70(44), 83(83)-4, 89(59)-0.

#### S. Maguire – S. Lee
Mecz rozpoczęto w sesji popołudniowej 21 kwietnia. Najwyższego breaka pierwszej sesji uzyskał Stephen Lee wbijając 127 punktów, jednakże ta część spotkania rozgrywana była pod dyktando Stephena Maguire’a, który wygrał sześć z dziewięciu rozegranych frame’ów.
Drugą sesję tego spotkania rozegrano w sesji wieczornej 22 kwietnia. W pierwszym framie Stephen Lee uzyskał wysokiego breaka w wysokości 95 punktów, jednakże Maguire w następnym odpowiedział 114 punktami w podejściu i utrzymał wysokie prowadzenie 8:4. Dwie ostatnie partie również zakończyły się zwycięstwem Szkota a ostateczny wynik brzmiał 10:4 dla Maguire’a.
Wyniki meczu: Sesja I: 87(60)-11, 52-36, 65-56, 56-59, 5-129(127), 94(84)-6, 41-66, 66-48, 60(35)-13 Sesja II: 0-104(95), 115(114)-8, 94(67)-0, 64-39, 69(38)-6.

#### S. Murphy – G. Greene
Pojedynek rozpoczęto wieczorem 21 kwietnia. Gerard Greene uzyskawszy breaka 53 punktów zapewnił sobie triumf w pierwszej partii, lecz pozostałe osiem frame’ów sesji wygrał mistrz świata z 2005 roku i praktycznie zapewnił sobie awans do II rundy. W piątym framie Shaun Murphy wbił jedynego breaka stupunktowego (108 punktów).
Mecz dokończono w sesji popołudniowej 22 kwietnia. Niemający nic do stracenia Greene ponownie wygrał pierwszego frame’a sesji, ale w następnym Murphy zapewnił sobie zwycięstwo na ostatniej, czarnej bili i przy stanie 9:2 był zdecydowanym faworytem meczu. W tym momencie Greene zaprezentował swoją najlepszą grę i wygrał aż pięć kolejnych frame’ów. Wśród nich była partia piętnasta, gdy Greene potrzebował snookera, aby przedłużyć swój udział w turnieju, i postawił go za bilą niebieską. Murphy popełnił aż cztery faule, a Greene wbił niebieską i różową, wygrywając partię. Ostatecznie Anglik zakończył passę rywala, uzyskując breaka 87 punktów w partii siedemnastej.
Wyniki meczu: Sesja I: 4-73(53), 88(50,38)-18, 73(62)-49, 76(61)-25, 109(108)-16, 76(76)-57(57), 94(90)-0, 59(46)-8, 96(88)-28 Sesja II: 0-98(38,50), 55-45, 27-79(67), 1-72(65), 48(43)-70, 39-74(55), 0-92(92), 87(87)-0.

### Runda 2

#### J. Higgins – S. Davis
Mecz ten rozpoczął 22 kwietnia w sesji wieczornej. Od początku inicjatywę w meczu miał Steve Davis, który wygrał pierwszą i trzecią partię. Do przerwy był więc remis 2:2. Po wznowieniu gry partie wygrywał już tylko Davis, który ostatecznie zwyciężył w sesji 6-2. Davis zdobył swojego pierwszego breaka stupunktowego w sezonie 2009/2010 – uzyskując w jednym podejściu 102 punkty w partii 7.
Druga sesja tego pojedynku była rozgrywana 23 kwietnia w sesji popołudniowej. John Higgins wygrał pierwsze dwie partie, odrabiając połowę strat z pierwszej sesji. Davis jednak wygrał dwie kolejne partie i utrzymał cztery frame’y przewagi przed przerwą. Po wznowieniu gry Higgins wygrał trzy partie, wbijając w 14. frame’ie break 106-punktowy. Ostatnią partię sesji wygrał jednak Davis, który prowadził w meczu już tylko 9-7.
Trzecia i decydującą sesja została rozpoczęta 24 kwietnia, Higgins i Davis wygrali w niej do przerwy po dwie partie. Po wznowieniu gry zwyciężał już tylko Davis – wygrywając mecz 13:11. W ostatniej partii meczu wbił brązową poprzez wózek, odblokowując sobie stojącą przy lewej bandzie niebieską bilę; po jej wbiciu potrzebował jeszcze bili różowej, ale wbijając niebieską uzyskał do niej dobrą pozycję i wbicie było trywialne.
Wyniki meczu: Sesja I: 1-69(53), 73(60)-15, 7-83(48), 60-34, 24-72(72), 52(52)-61(35), 5-102(102), 33-68(53) Sesja II: 78(78)-48(48), 58-39, 28-99(83), 36-71, 48-12, 106(106)-15, 63-33, 28-63(55) Sesja III: 98(70)-0, 135(115)-0, 22-87(37,46), 47(41)-60(49), 75(59)-33, 69(56)-19, 22-62(35), 43(42)-60(33).

#### M. Allen – M. Davis
Mecz rozpoczął się w sesji popołudniowej 22 kwietnia. Pierwsze dwa frame’y zapisał na swoim koncie Davis, ale faworyzowany Mark Allen wygrał następnych pięć partii, przejmując kontrolę nad wydarzeniami na stole. W szóstym framie Irlandczyk z Północy wyrównał swojego najwyższego breaka w karierze, uzyskując 146 punktów. Był to zarazem pierwszy break takiej wysokości w historii mistrzostw świata rozgrywanych w Crucible Theatre. Ostatnią partię sesji wygrał Davis i przegrywał 3:5.
Druga sesja rozgrywana rankiem 23 kwietnia ponownie stała pod znakiem dominacji Allena. Tym razem Irlandczyk z Północy wygrał aż sześć z ośmiu frame’ów i przed ostatnią sesją prowadził 11:5.
Mecz dokończono wieczorem 23 kwietnia. Allen nie dał szans rywalowi i wygrał dwa frame’y potrzebne mu do końcowego sukcesu, uzyskując w nich dwa breaki stupunktowe. Ostateczny wynik meczu brzmiał 13:5 dla Marka Allena.
Wyniki meczu: Sesja I: 4-98(62,36), 14-79(49,30), 81(81)-49(49), 88(46,41)-8, 71(51)-21, 146(146)-0, 72(41)-15, 14-103(80) Sesja II: 73(63)-7, 56-31, 28-66, 67(59)-43, 77(73)-32, 76(36)-1, 78(74)-24, 0-72(72) Sesja III: 131(131)-0, 101(101)-27.

#### N. Robertson – M. Gould
Pojedynek rozpoczęto w sesji porannej 23 kwietnia. Najniżej notowany na liście rankingowej spośród zawodników, którzy awansowali do drugiej rundy, Martin Gould rozpoczął w znakomitym stylu, wygrywając sześć pierwszych partii (w trzecim framie uzyskując breaka 116 punktów). Faworyzowany Australijczyk dopiero dwie ostatnie partie zapisał na swoim koncie, ale po pierwszej sesji przegrywał wyraźnie 2:6.
Drugą sesję rozegrano wieczorem 23 kwietnia. Robertson rozpoczął od breaka 86 punktów, ale solidna gra Goulda pozwoliła mu utrzymać bezpieczną przewagę. Anglik wbił trzy breaki powyżej 50 punktów i wygrał całą sesję 5:3, a wynik po dwóch sesjach brzmiał 11:5 na jego korzyść, co stawiało go w roli zdecydowanego faworyta do sensacyjnego zwycięstwa.
Mecz dokończono w sesji popołudniowej 24 kwietnia. Będący w krytycznej sytuacji Robertson rozpoczął w znakomitym stylu, uzyskując breaki 64 i 112 punktów w pierwszych dwóch partiach, do tego dołożył sukcesy w dwóch następnych, choć bez tak spektakularnych podejść punktowych. Niemniej jednak od stanu 5:11 doprowadził do 9:11 i wciąż mógł liczyć na powrót do meczu. Dwudziesty pierwszy frame ponownie miał niespójny przebieg, ale break 41 punktów wystarczył Australijczykowi do zapisania go na swoje konto. Martin Gould dopiero w szóstym framie sesji powiększył swoje konto, wygrywając w rozgrywce na kolorach. Kolejna partia ponownie rozstrzygnęła się na kolorach, ale tym razem lepszy okazał się Robertson. Frame dwudziesty czwarty znowu padł łupem Australijczyka, który wbił breaka 48 punktów i kontrolował przebieg wydarzeń. W ten sposób doszło do decydującej dwudziestej piątej partii. W niej Gould wbił swojego najwyższego breaka w sesji (40 punktów), ale nie trafił trudnej czerwonej do „zielonej” kieszeni po wcześniejszym słabym pozycjonowaniu i nierozbiciu skupiska czerwonych. Robertson wykorzystał szansę i uzyskał breaka 52 punktów, choć źle spozycjonował do ostatniej czerwonej i zamiast wbicia, postawił rywalowi snookera za czarną. Gould wyszedł z tej opresji, ale zostawił czerwoną do wbicia po długości stołu Robertsonowi, co tenże uczynił. Następnie Australijczyk wbił sekwens kolorowych do niebieskiej włącznie i odniósł niespodziewane w kontekście pierwszych dwóch sesji zwycięstwo. Neil Robertson został w ten sposób drugim zawodnikiem w historii Crucible, który w meczu do 13 wygranych partii odniósł taki sukces, choć przegrywał 5:11.
Wyniki meczu: Sesja I: 1-78(39), 13-71(70), 12-116(116), 0-80(80), 38-75(43), 16-71(53), 76(71)-4, 60(53)-22 Sesja II: 109(86)-14, 0-93(31,46), 61-22, 4-88(58), 31-103(48), 8-61(53), 81(65)-13, 1-69(63), 65(64)-1 Sesja III: 112(112)-0, 62-16, 54(41)-22, 59-18, 48-68, 63-45, 75(48)-7, 70(52)-40(40).

#### S. Maguire – G. Dott
Pierwsza sesja meczu rozpoczętego po południu 24 kwietnia miała niespodziewanie jednostronny przebieg. Graeme Dott wykradł otwierającego frame’a meczu na czarnej bili, a później uzyskał jeszcze cztery breaki powyżej 50 punktów (w tym jeden stupunktowy) i wygrał sesję 7:1.
Druga sesja ponownie rozpoczęła się od znakomitej gry Dotta, który uzyskał dwa breaki stupunktowe i powiększył swoją przewagę do stanu 11:1, przy którym szanse Stephene’a Maguire na zwycięstwo były wyłącznie iluzoryczne. Ostatecznie Maguire zdołał wygrać trzy z ostatnich frame’ów sesji i doprowadzić do stanu 4:12.
Trzecia sesja została rozegrana wieczorem 24 kwietnia. Pierwsze dwie partie padły łupem Maguire’a, ale Graeme Dott dopiął celu w trzeciej i uzyskał jedyną potrzebną mu do końcowego sukcesu partię. Ostatecznie mistrz świata z 2006 roku zwyciężył stosunkiem 13:6 i wciąż zachował szanse na powrót do czołowej „16” oficjalnej listy rankingowej na sezon 2010/2011. W tym celu Szkot musi jednak awansować do półfinału.
Wyniki meczu: Sesja I: 59(35)-66(43), 4-94(94), 64-18, 35-68(41), 22-110(110), 55-66, 0-99(99), 19-96(59) Sesja II: 1-130(130), 9-66(60), 0-131(127), 20-67(50), 125(120)-0, 82(82)-0, 7-67(40), 66(58)-46 Sesja III: 75(75)-19, 81(77)-9, 23-99(44,49).

#### R. O’Sullivan – M. Williams
Mecz rozpoczął się 24 kwietnia w sesji popołudniowej. Pierwszą partię wygrał M. Williams, później jednak nastąpiła seria czterech zwycięskich partii O’Sullivana. Williams odpowiedział jednak trzema frame’ami i cała sesja zakończyła się remisem 4:4. Nie padł ani jeden stu punktowy break (najwyższy to 83 punkty O’Sullivana w 4. partii).
Druga sesja pojedynku była rozgrywana w części wieczornej, 25 kwietnia. Pierwszą partię wygrał O’Sullivan, jednak później nastąpiła seria trzech wygranych frame’ów przez Williamsa, który wyszedł na prowadzenie 7:5, po wznowieniu gry O’Sullivan wygrał trzy partie (odpowiednio: 13, 15, 16) i doprowadził do remisu 8:8 po dwóch sesjach. Podobnie jak w pierwszej sesji nie padł ani jeden break powyżej stu punktów.
W sesji popołudniowej 26 kwietnia została rozegrana ostatnia odsłona tego meczu. Ronnie O’Sullivan wygrał pierwszą partię tej sesji breakiem 53 punktów, podczas gdy Williams zmarnował swoją szansę po przypadkowym wbiciu białej do środkowej kieszeni. Walijczyk zdołał wyrównać wynik spotkania na 9:9 również uzyskując breaka 53 punktów. W kolejnej partii szanse na zwycięstwo miał Williams, zanim O’Sullivan zbudował wygrywającego breaka 104-punktowego, był to również pierwszy break powyżej stu punktów w całym meczu. Następny frame również został wygrany przez O’Sullivana, który wysunął się na prowadzenie (przed przerwą w sesji) 11:9. Po wznowieniu gry zwyciężył w kolejnym frame’e Williams, budując 115 punktów w breaku. Była to jednak jego ostatnia partia wygrana w tym meczu, w kolejnym dwóch partiach wygrał O’Sullivan budując wysokie breaki (odpowiednio 111 i 106 punktów). W ostatniej partii Ronnie O’Sullivan ustawił bardzo trudnego snookera, z którego Williams wyszedł dopiero po siedmiu próbach, zostawiając jednak grę przeciwnikowi.
W meczu zostały wbite cztery breaki stupunktowe – wszystkie w ostatniej sesji meczu.
Wyniki meczu: Sesja I: 58-21, 0-67(67), 2-87(78), 0-83(83), 0-78(78), 103(75)-0, 61(57)-24, 74(74)-41, Sesja II: 24-110(86), 91(54,31)-7, 46(35)-45(43), 99(99)-0, 48(48)-78(46), 87(44,43)-1, 42-80(66), 32(32)-72(72), Sesja III: 9-68(53), 102(53)-7, 22-104(104), 12-79(75), 121(115)-7, 0-143(111), 1-137(106).

#### A. Carter – J. Perry
Mecz rozpoczęto wieczorem 24 kwietnia. Był to jednocześnie rewanż za półfinał z 2008 roku. Pierwsza sesja nie przyniosła breaków stupunktowych, ale solidną grę z obu stron. Carter wbił dwa, zaś Perry trzy breaki powyżej 50 punktów, a sesja zakończyła się remisem 4:4.
Drugą sesją rozegrano wieczorem 25 kwietnia. Allister Carter pokazał się w niej ze znacznie lepszej strony, wygrywając cztery pierwsze frame’y (w tym jeden breakiem 100 punktów) i przejął kontrolę nad przebiegiem pojedynku. Perry zdołał wygrać dwa frame’y, ale po dwóch sesjach przegrywał wyraźnie 6:10.
Mecz dokończono po południu 26 kwietnia. Tym razem to Perry znakomicie rozpoczął tę sesję, wygrywając aż pięć pierwszych frame’ów, w których uzyskał cztery breaki powyżej 50 punktów. Pozbawiony prowadzenia Carter wbił 104 punkty w jednym podejściu partii dwudziestej drugiej, a w ostatnich dwóch frame’ach okazał się lepszy w taktycznej rozgrywce, podczas której obaj zawodnicy popełnili sporo błędów na pozycjonowaniu i wbiciach. W 24. framie Perry miał szansę na doprowadzenie do decydującej partii, ale spudłował czerwoną wzdłuż dolnej bandy, co pozwoliło Carterowi na ustawienie snookera. Perry wychodząc z tej pozycji trafił białą bilą do lewej górnej kieszeni, co pozwoliło Carterowi na wbicie ostatniej czerwonej z białej ustawionej w polu „D”. Następnie wicemistrz świata z 2008 roku wbił sekwens kolorowych do różowej włącznie i po raz trzeci z rzędu awansował do ćwierćfinału mistrzostw świata. Dla Perry’ego końcówka meczu miała identyczny przebieg jak w półfinale sprzed dwóch lat, gdy będąc na prowadzeniu 15:14 przegrał kolejne trzy frame’y i w efekcie cały mecz 15:17.
Wyniki meczu: Sesja I: 92(88)-4, 29-68(50), 0-63(50), 69(37)-36, 0-85(56), 72(72)-0, 29-60, 71-44 Sesja II: 79(61)-29, 71(46)-28, 113(100)-0, 66-45, 0-70(36), 69-42, 10-85(37,44), 72(32)-1 Sesja III: 9-63(62), 2-78(50), 23-78(31), 17-71(63), 0-68(55), 108(104)-0, 82(82)-24, 72(40)-47.

#### Ding J. – S. Murphy
Mecz rozpoczęto po południu 25 kwietnia. Zgodnie z oczekiwaniami pojedynek okazał się bardzo wyrównany, choć nieco wyższe breaki wbijał Chińczyk (m.in. 105 punktów w partii piątej). Dzięki wygranej w taktycznej rozgrywce na kolorach w ósmym framie Ding prowadził do pierwszej sesji 5:3.
Druga sesja została rozegrana przed południem 26 kwietnia. Shaun Murphy rozpoczął od dwóch wysokich breaków i doprowadził do remisu 5:5, lecz Ding ponownie objął dwuframe’owe prowadzenie dzięki dwóm podejściom w partii jedenastej oraz przypadkowemu wbiciu białej przez Anglika podczas taktycznej rozgrywki na kolorach w następnej. Jednak mistrz świata z 2005 roku zdołał doprowadzić do remisu 8:8, wygrywając trzy z ostatnich czterech partii tej sesji.
Pojedynek został dokończony wieczorem 26 kwietnia. Pierwszego frame’a sesji wygrał Chińczyk, ale Anglik doprowadził do remisu, wykradając osiemnastą partię na bili różowej. W kolejnej Ding wbił swojego najwyższego breaka w całym turnieju (137 punktów), ale jak się okazało była to ostatnia zwycięska dla niego partia w meczu. Frame dwudziesty to ponownie sukces Murphy’ego w samej końcówce, po taktycznej rozgrywce na kolorach. Również partia 21. miała podobny przebieg; Ding uzyskał 50 punktów w breaku, ale pozwolił Anglikowi na powrót do stołu, a później przegrał rozgrywkę na kolorach po złej odstawnej na bili żółtej. Shaun Murphy kontynuował zwycięską passę w następnej partii, a w ostatniej wbił swojego najwyższego breaka w turnieju (129) i ostatecznie triumfował 13:10. O tym wyniku, zwłaszcza w kontekście trzeciej sesji, zadecydowała większa odporność psychiczna Anglika w decydujących momentach poszczególnych partii.
Wyniki meczu: Sesja I: 32-65(53), 70(32)-60(46),79(68)-55, 44(44)-83(47,36), 115(103)-10, 78(78)-61(32), 32(32)-75(43), 58-47 Sesja II: 4-72(72), 0-106(100), 70(37,33)-0, 82-64, 14-106(42), 74(32)-0, 7-98, 13-67(43) Sesja III: 73(58)-46(34), 51(35)-60(31), 137(137)-0, 51(51)-61, 44-79(50), 28-73, 6-128(128).

#### M. Selby – S. Hendry
Mecz rozgrywano równolegle z pojedynkiem Ding Junhui – Shaun Murphy. W pierwszej sesji żaden z zawodników nie uzyskał przewagi, dodatkowo obaj popisali się wygraniem frame’a, w którym rywal zdawał się kontrolować przebieg wydarzeń na stole. W siódmej partii Selby wbił breaka 61 punktów, ale pozwolił rywalowi na powrót do stołu i kradzież frame’a na bili różowej. W ostatniej partii Selby potrzebował dwóch snookerów na remis punktowy, a po faulu Szkota na różowej już jednego snookera na zwycięstwo. Ta sytuacja powiodła się Anglikowi, który wygrał frame’a dwoma punktami i ustalił wynik sesji na 4:4.
Druga sesja rozegrana przed południem 26 kwietnia miała już bardzo jednostronny przebieg. Mark Selby wygrał cztery pierwsze frame’y, w tym partię dwunastą, gdy break 60 punktów Hendry’ego okazał się niewystarczający do sukcesu i Anglik wykradł go rywalowi na ostatniej, czarnej bili. Siedmiokrotny mistrz świata zdołał wygrać tylko partię trzynastą, ale w trzech ostatnich frame’ach sesji ponownie lepszy okazał się wicemistrz świata z 2007 roku i powiększył swoje prowadzenie do stanu 11:5.
Mecz dokończono wieczorem 26 kwietnia. Trzecia sesja nie miała historii, bowiem Selby wygrał dwa potrzebne do końcowego sukcesu frame’y i ostatecznie mecz zakończył się wynikiem 13:5 dla Anglika.
Wyniki meczu: Sesja I: 89(52)-39(39), 0-96(96), 79(71)-23, 0-121(121), 30-77, 61(61)-73(43), 77(32)-75(51) Sesja II: 96(96)-19, 99(46,45)-0, 92(48,44)-21, 62(62)-60(35), 4-92(47), 117(117)-8, 99(99)-0, 108(72)-1 Sesja III: 66(49)-28, 72-18.

### Ćwierćfinały

#### S. Davis – N. Robertson
Pojedynek rozpoczął się przed południem 27 kwietnia. Pierwsza sesja stała pod znakiem absolutnej dominacji Robertsona, który wbił pięć breaków 50 punktowych, podczas gdy Davis nie był w stanie przekroczyć 40 punktów w jednym podejściu. Jedyną wygraną przez Anglika partią była piąta, poza tym miał jeszcze szanse na sukces w czwartej, ale tam Robertson okazał się lepszy w samej końcówce, wbijając niebieską, różową i czarną. Po pierwszej sesji Australijczyk prowadził 7:1.
Drugą sesję rozegrano wieczorem 27 kwietnia. Robertson miał szansę zakończyć ten pojedynek bez konieczności rozpoczynania trzeciej sesji; przy prowadzeniu 12:2 spudłował czerwoną, po trafieniu której Davis potrzebowałby już snookerów i w efekcie Anglik breakiem 32 punktów zdołał wygrać tę partię jednym „oczkiem”. W szesnastym framie Davis ponownie okazał się lepszy w grze taktycznej i zmniejszył straty do stanu 4:12. W swoim pierwszym wygranym framie tej sesji Davis wbił najwyższego breaka w sezonie (127).
Trzecia sesja rozpoczęła się przed południem 28 kwietnia. Davis zapisał na swoim koncie pierwszą partię breakiem 59 punktów, ale w drugiej zgubił pozycję i po wymianie na odstawnych, Robertson otrzymał swoją szansę, którą wykorzystał breakiem 107 punktów. Końcowy wynik 13:5 dla Australijczyka.
Wyniki meczu: Sesja I: 30-83(35), 24-96(92), 14-92(63), 47-75(57), 67-41, 12-65(36), 0-89(89), 25-84(53) Sesja II: 14-85(53), 128(128)-1, 54(40)-70(39), 0-92(92), 26-84(45), 65(33,32)-64(48), 61-38 Sesja III: 68(59)-1, 27-107(107).

#### M. Allen – G. Dott
Mecz rozgrywano równolegle do pojedynku Robertson – Davis. W pierwszej sesji Mark Allen wygrał cztery otwierające partie, podczas gdy jego rywal, Graeme Dott uskarżał się na bóle głowy. Jednak szkocki zawodnik doprowadził do stanu 3:5, choć ostatniego frame’a znowu wygrał Allen (breakiem 100 punktów).
W drugiej sesji to Dott posiadał inicjatywę, w trzynastym framie wbił swojego pierwszego w meczu breaka stupunktowego (116) i łącznie wygrał pięć z siedmiu frame’ów. Ostatnią partię, podobnie jak w porannej sesji, zapisał na swoje konto Allen, ale tym razem w ten sposób tylko doprowadził do remisu 8:8.
Trzecią sesję dwoma breakami powyżej 50 punktów rozpoczął Dott i wysunął się na prowadzenie 10:8. Kolejne cztery frame’y wygrał jednak Allen, w tym bardzo emocjonującą partię dwudziestą pierwszą, gdzie Dott spudłował czerwoną przy 53 punktach w breaku, a Irlandczyk z Północy odpowiedział dwoma podejściami 30 punktowymi, przedzielonymi udanym ustawieniem snookera (wychodząc z niego Dott nie popełnił faulu, ale zaliczył podwójne zbicie z czerwoną, zostawiając grę rywalowi). Po dwudziestu dwóch partiach Allen objął prowadzenie 12:10 i zdawał się posiadać przewagę psychologiczną, po wcześniejszym wygraniu tak wyrównanego frame’a. Jednak mistrz świata z 2006 roku w następnym framie wbił breaka 115 punktów, a w kolejnych partiach uzyskał przewagę taktyczną i nisko punktowanymi podejściami zdołał zapewnić sobie awans do półfinału. W ten sposób Graeme Dott powróci od czołowej „16” oficjalnej listy rankingowej po dwóch latach nieobecności.
Wyniki meczu: Sesja I: 1-99(66), 0-75(38,37), 41(41)-73(58), 29-67(54), 76(76)-0, 69(35)-43, 67(39)-33(33), 0-105(100) Sesja II: 44-66(38), 67(39)-1, 74(74)-8, 2-68(44), 136(116)-7, 116(85)-13, 91(67)-21, 20-78(67) Sesja III: 86(65)-31(31), 62(54)-24, 11-74(45), 13-93(42), 64(53)-65(30,35), 31(31)-75(31), 115(115)-3, 56-8, 75(41)-0.

#### A. Carter – S. Murphy
Pierwsza sesja meczu, rozgrywana po południu 27 kwietnia, nie stała na najwyższym poziomie. Obaj zawodnicy łącznie uzyskali tylko trzy breaki powyżej 50 punktów, a lepszy w tej wymianie okazał się Murphy, który objął prowadzenie 5:3.
Druga sesją, rozgrywaną przed południem 28 kwietnia, lepiej rozpoczął Murphy, po tym, gdy Carter uzyskał pozycję snooker przy własnym podejściu. Mistrz świata z 2005 roku wygrał trzy z pierwszych czterech frame’ów i wyszedł na prowadzenie 8:4, co zdawało się pozwolić mu kontrolować przebieg meczu. Jednak Carter zdominował trzy z ostatnich czterech partii, a w trakcie wyrównanego frame’a piętnastego wykorzystał fakt utraty pozycji przez Murphy’ego przy budowaniu breaka i ostatecznie sesja zakończyła się remisem 8:8.
Mecz został dokończony wieczorem 28 kwietnia. Pierwszego frame’a sesji wygrał Carter breakiem 122 punktów, na co Murphy odpowiedział 81 punktami w kolejnym i ponownie mieliśmy remis. Faktycznie w ostatniej sesji żaden z zawodników nie uzyskał przewagi dwóch partii, ale przy stanie 12:11 dla Murphy’ego, miał on szansę na zakończenie pojedynku. Spudłował jednak czerwoną przy 42 punktach w breaku i Carter wykradł frame’a podejściem 59 punktów, doprowadzając od decydującej, 25. partii. W niej to Murphy ponownie stanął przed szansą na końcowy sukces, ale przy 35 puntach w breaku nie trafił łatwej różowej z punktu do lewej narożnej kieszeni. Carter podszedł do stołu i również uzyskał 35 punktów, ale po złym pozycjonowaniu spudłował żółtą bilę, która została przy kieszeni, choć zasłonięta przez bilę zieloną. Murphy próbował ją wbić, omijając zieloną, ale mimo uzyskania dobrego kontaktu z żółtą, ta odbiła się od narożnika kieszeni i nie wpadła do środka. Tej szansy Carter już nie mógł zmarnować i po wbiciu sekwensu kolorowych do różowej włącznie, zapewnił sobie awans do półfinału wynikiem 13:12.
Wyniki meczu: Sesja I: 41(37)-70(70), 51(47)-62(37), 82(51)-23, 63-53(48), 24-76(38,36), 19-100(53,31), 41-83(36), 72-47 Sesja II: 39(39)-70(58), 89(55)-1, 32(32)-84(84), 54(30)-60, 83(41)-0, 101(87)-0, 73(73)-45(33), 64(64)-1 Sesja III: 122(122)-10, 0-81(81), 19-101(33,49), 64(31)-25, 61(61)-1, 54(42)-69(61), 73(59)-46(42), 64(35)-40(35).

#### R. O’Sullivan – M. Selby
Mecz rozpoczął się w sesji popołudniowej 27 kwietnia. Pierwsza partię wygrał O’Sullivan (obaj zawodnicy mieli w niej sporo szans na przechylenie szali zwycięstwa na swoją korzyść). Dwie kolejne partie wygrał Selby, ale przed przerwą wyrównał O’Sullivan. Gracz ten zaprezentował niekonwencjonalne zachowanie, kiedy jego przeciwnik był przy stole Ronnie O’Sullivan usiadł na widowni – skąd przez krótką chwilę obserwował poczynania Selby’ego. Po wznowieniu gry zawodnicy na zmianę wygrywali partię, ustanawiając tym samym wynik sesji na 4:4. W opinii komentatorów sesja ta stała na niskim poziomie, spowodowane było to faktem, iż gracze popełnili sporo błędów na prostych bilach, nie padł również ani jeden break powyżej stu punktów.
W sesji popołudniowej 27 kwietnia rozegrano drugą odsłonę meczu. Pierwsze dwie partie wygrał O’Sullivan, Selby odpowiedział jedną. W następnym framie (12 partii meczu) doszło do kontrowersyjnej sytuacji: O’Sullivan mając 42 punkty przewagi dotaczał białą bilę do czerwonej, po takim zagraniu sędzia pojedynku (Leo Scullion) orzekł styczną bilę. Decyzji tej nie zaakceptował Ronnie O’Sullivan, który rozpoczął dyskusję ze Scullionem. Ostatecznie jednak sędzia nie zmienił swojej decyzji i Selby zagrywał od stycznej bili wyprowadzając białą bilę na górę stołu. Kilka zagrań później Selby sfaulował wychodząc ze snookera, biała zatrzymała się daleko od czerwonych bil, zawodnik jednak zażartował sugerując sędziemu styczną bilę. O’Sullivan podszedł do stołu by obejrzeć sytuację i odparł „bardzo zabawne”. Przy kolejnej próbie wyjścia ze snookera Selby zostawił grę i jego przeciwnik wbił wszystkie bile na stole – wychodząc na prowadzenie 7:5 przed przerwą. Po wznowieniu gry O’Sullivan powiększył przewagę do czterech partii, Selby jednak wygrał dwa kolejny frame’e i cała sesja zakończyła się wynikiem 9:7.
28 kwietnia w sesji wieczornej mecz został dokończony. Żaden z zawodników nie potrafił przechylić szali zwycięstwa na swoją stronę. Ostatecznie przy stanie 12:11 dla Selby’ego, O’Sullivan popełnił kilka znaczących błędów i przegrał tę partię i cały mecz, który zakończył się wynikiem 13:11 na korzyść Marka Selby’ego.
Wyniki meczu: Sesja I: 24-70(35), 92(84)-17, 82(45)-0, 7-69(32), 90(90)-16, 1-67(67), 65-63, 6-81(81) Sesja II: 6-92(92), 17-89(89), 82(75)-18, 0-140(46,86), 1-117(117), 20-89, 108(104)-16, 62(62)-16.

### Półfinały

#### A. Carter – N. Robertson
Spotkanie było rewanżem za ubiegłoroczny mecz II rundy, gdy w trakcie drugiej sesji Neil Robertson wygrał cztery frame’y na ostatniej, czarnej bili. Tym razem Australijczyk wykorzystał sporą liczbę błędów Anglika na początku spotkania i szybko objął prowadzenie 5:0. Carter w trakcie pierwszej sesji zdołał wygrać tylko dwie partie i przegrywał 2:6.
Druga sesja, rozgrywana przed południem 30 kwietnia ponownie rozpoczęła się od dobrej gry Robertsona, który najpierw wbił swojego najwyższego breaka w turnieju (140), a później wygrał partię dziesiątą po dogrywce na czarnej bili. Jednak w tym momencie przegrywający 2:8 Carter zaprezentował swoją najlepszą grę i wygrał kolejne cztery frame’y. Niezrażony tym Australijczyk w ostatnich dwóch partiach sesji wbił breaki 59 i 104, co pozwoliło mu utrzymać przewagę czterech frame’ów na półmetku tego pojedynku (10:6).
Trzecia sesja została rozegrana wieczorem 30 kwietnia. Pierwszą partię po taktycznej rozgrywce zapisał na swoje konto Carter, ale Robertson wygrał cztery kolejne, wykorzystując błędy na wbiciach oraz słabą grę na odstawnych Anglika. Przy prowadzeniu 14:7 Robertson zdawał się być zdecydowanym faworytem meczu i jakikolwiek powrót Cartera do meczu wydawał się być mało prawdopodobny. Jednak Anglik w kolejnych dwóch frame’ach wykorzystał błędy Australijczyka na wbiciu i zdołał doprowadzić do wyniku 9:14. Ostatnia partia sesji miała bardzo emocjonujący przebieg, choć nie brakowało w niej pomyłek z obu stron. Carter miał ogromną szansę na wygranie frame’a, ale przy wbijaniu sekwensu kolorowych, po trafieniu zielonej, zaliczył również przypadkowo bilę białą do lewej górnej kieszeni. Robertson z pola „D” wbił zieloną (która w myśl przepisów powróciła na stół) do prawej środkowej kieszeni, a potem zdjął ze stołu pozostałe kolorowe, do różowej włącznie i w bardzo ekspresyjny sposób – machając zaciśniętą pięścią – wyraził swoją radość z faktu wygrania partii. Po trzech sesjach wynik brzmiał 15:9 na korzyść Australijczyka.
Pojedynek został dokończony po południu 1 maja. Niemający nic do stracenia Carter w świetnym stylu rozpoczął sesję breakami 64 i 71 punktów, ale kluczową w jego ewentualnym powrocie de meczu partię dwudziestą siódmą przegrał po taktycznej rozgrywce na kolorach. W tym framie obaj zawodnicy wcześniej spudłowali po czerwonej, ale Anglik zostawił rywalowi wbicie na żółtej, a Australijczyk zdjął ze stołu sekwens kolorowych do różowej włącznie i wyszedł na prowadzenie 16:11. W partii 28. Carter zdołał jeszcze poprawić wynik, choć żaden z zawodników nie przekroczył nawet 30 punktów w podejściu, lecz partia dwudziesta dziewiąta okazała się ostatnią. Robertson zgubił pozycję przy 36 punktach w breaku, lecz po otrzymaniu swojej szansy Carter uzyskał tylko cztery oczka i również słabe pozycjonowanie zmusiło go do odejścia od stołu. Po wymianie na odstawnych, drugą szansę otrzymał Robertson i breakiem 35 punktów przypieczętował swoje zwycięstwo 17:12 i awans do finału. Został w ten sposób pierwszym Australijczykiem od 1975 roku, który dostąpił tego zaszczytu.
Wyniki meczu: Sesja I: 60-7, 124(124)-8, 92(91)-11, 124(47,76)-0, 49(45)-64(40), 85(52)-27, 0-107(38,69) Sesja II: 140(140)-0, 74(36)-67(35), 32-55(35), 27-100(76), 12-82(33), 0-82(81), 84(59)-8, 104(104)-0 Sesja III: 34-56, 92(48,43)-0, 117(116)-8, 79(78)-5, 98(51,38)-1, 21-65(41), 1-72(55), 62-51(50) Sesja IV: 40-88(64), 4-109(71,37), 62(35)-51(36), 37-69, 75(36,35)-4.

#### G. Dott – M. Selby
Mecz rozpoczął się wieczorem 29 kwietnia. Pierwszego frame’a breakiem 79 punktów wygrał Szkot, ale w drugim spudłował zieloną, po której Selby wbił sekwens kolorowych, doprowadzając do remisu. Kolejne dwie partie padły łupem Szkota, ale wyrównany przebieg pojedynku był kontynuowany w dwóch następnych, gdzie obaj zawodnicy popełnili kilka błędów, co wpłynęło na utratę tempa gry. W dwóch ostatnich partiach ponownie oglądaliśmy wysokie punktowanie, najpierw Dott wbił 93 punkty, na co Selby odpowiedział pełnym czyszczeniem stołu i breakiem 142 punktów doprowadził do wyniku 3:5 po otwierającej sesji.
Drugą sesję rozegrano po południu 30 kwietnia. W pierwszej partii Selby spudłował ostatnią czerwoną, co pozwoliło Dottowi ukraść frame’a na kolorach, ale w następnej to Dott popełnił błąd na wbiciu przy 66 punktach w breaku i Selby powrócił do stołu, wygrywając partię na czarnej bili zaledwie dwoma punktami. W partii jedenastej Anglik uzyskał breaka 51 punktów, na co Szkot odpowiedział 84 w dwunastej. Frame trzynasty okazał się istotny z punktu widzenia statystyk, bowiem Graeme Dott został drugim zawodnikiem po Marku Allenie, który wbił breaka 146 punktów w Crucible. Jedyną różową Szkot wbił przy 25 punktach w podejściu. W partii czternastej nie zanotowano ani jednego breaka powyżej 30 punktów, a padła ona łupem Selby’ego, ale Dott ponownie doszedł do głosu w dwóch ostatnich frame’ach sesji, który zapisał na swoje konto podejściami 66 i 86 punktów. Po dwóch sesjach wynik brzmiał 10:6 dla mistrza świata z 2006 roku.
Trzecia sesja została rozegrana przed południem 1 maja. Dobrze rozpoczął ją Mark Selby, który wygrał pierwszą partię po długiej wymianie taktycznej, oraz drugą, gdzie Dott spudłował czerwoną bilę, która zmusiłaby Anglika do ustawiania snookerów. Selby podszedł do stołu i breakiem 66 punktów wykradł partię na ostatniej, czarnej bili. W kolejnym framie Szkot wbił 57 punktów i powiększył swoją przewagę, ale dwa następne padły łupem Anglika, który zmniejszył straty do wyniku 11:10. W ostatnich trzech fram’ach Dott okazał się lepszy w wymianie taktycznej, gdyż tempo gry zdecydowanie spadło i nie mieliśmy bardzo wysoko punktowanych podejść. Dwa breaki powyżej 50 punktów wystarczyły, aby Dott utrzymał przewagę czterech partii przed ostatnią sesją (14:10).
Pojedynek dokończono wieczorem 1 maja. Na początku sesji ponownie lepiej spisywał się Mark Selby, który wygrał trzy frame’y i zniwelował straty do wyniku 13:14. Szkot w czwartym framie sesji wreszcie otworzył swoje konto i breakiem 47 punktów uniknął doprowadzenie do remisu. W kolejnej partii ponownie nie zanotowano wysokiego podejścia, gdyż mecz nabrał charakteru wybitnie taktycznego, a obaj zawodnicy wyraźnie bali się podjąć większego ryzyka. Ostatecznie break 37 punktów okazał się kluczowy dla wygrania tej partii przez Selby’ego. Frame 30. trwał ponad 45 minut, a taktyczną przewagę posiadał w nim Dott, który zapisał go na swoje konto i potrzebował już tylko jednej partii, by awansować do finału. Frame 31. również okazał się bardzo nerwowy, Dott zbudował sporą przewagę dzięki taktycznej przewadze i faulach Selby’ego na wyjściu ze snookera, ale Anglik miał jeszcze szansę na końcowy sukces, po błędzie Dotta na odstawnej. Jednak Selby spudłował łatwą czarną bilę z punktu i tym samym utorował drogę rywala do zwycięstwa. Mecz trwający ponad 11 i pół godziny zakończył się zwycięstwem Graeme’a Dotta 17:14.
Wyniki meczu: Sesja I: 105(79)-27, 53(53)-68(35), 71(70)-19, 77(48)-6, 26-65, 68(50)-10, 105(93)-4, 0-142(142) Sesja II: 73(49)-54(54), 66(6)-68(63), 0-84(51), 84(84)-19, 146(146)-0, 6-58, 66(66)-52, 92(86)-4 Sesja III: 44-82, 65(60)-66(66), 68(57)-8, 19-72(38), 0-72(67), 73(41)-39, 75(56)-2, 64(51)-45 Sesja IV: 37-67(46), 30-80(79), 0-83(83), 67(47)-0, 6-99(37), 87-45.

### Finał

#### N.Robertson – G.Dott

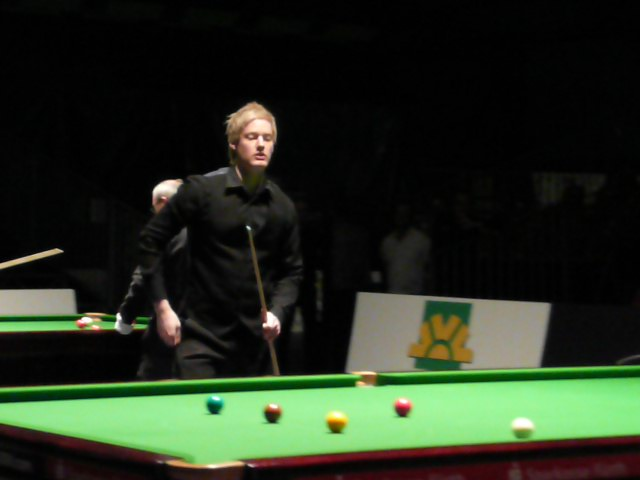
Neil Robertson – zwycięzca turnieju

Pojedynek finałowy rozpoczął się po południu 2 maja. W pierwszym framie Dott uzyskał breaka 80 punktów, w drugim wymiana taktyczna zakończyła się sukcesem Robertsona, który wbił sekwens kolorowych do różowej włącznie. W kolejnych dwóch partiach lepszy okazał się Szkot, najpierw kontrolując sytuację, dzięki grze odstawnej, a później wykorzystując błąd Australijczyka w taktycznej rozgrywce na kolorach.
W partii piątej Dott miał ogromną szansę na powiększenie przewagi, ale przy 52 punktach w podejściu spudłował łatwą czarną z punktu i Robertson wykradł tego frame’a breakiem 62 punktów. Po szóstej partii mieliśmy remis; Australijczyk po raz kolejny okazał się lepszy na kolorach.
Ostatnie dwa frame’y zapisał na swoje konto Dott. W partii siódmej wbił breaka 53 punktów, a w ósmej wykorzystał fakt, iż Robertson – po złym pozycjonowaniu – forsował wbicie czerwonej i breakiem 36 punktów ustalił wynik sesji na 5:3 na swoją korzyść.
Drugą sesję rozegrano wieczorem 2 maja. W znacznie lepszej dyspozycji przystąpił do niej Neil Robertson, który jednym podejściem do stołu w partii dziewiątej i dziesiątej doprowadził do remisu 5:5. Frame jedenasty okazał się kluczowy dla dalszego przebiegu sesji, Dott uzyskał 62 punkty w breaku, ale spudłował czerwoną do środkowej kieszeni. W tym momencie Australijczyk potrzebował punktów z faulu rywala, a uzyskał je po przypadkowym wbiciu białej bili do kieszeni po wyjściu ze snookera na brązowej. Robertson nie zdecydował się wbijać trudnej czarnej po ostatniej czerwonej i czyszczenie stołu w jego wykonaniu doprowadziło do remisu punktowego w partii i dogrywce na bili czarnej. W tejże Dott próbował wbijać czarną dublem do środkowej kieszeni, ale spudłował i zostawił wbicie rywalowi do narożnej kieszeni. Tej szansy Robertson nie zmarnował i po raz pierwszy wyszedł na prowadzenie w meczu 6:5. Partia dwunasta miała bardzo podobny przebieg, choć tym razem Australijczyk nie musiał stawiać snookerów. Dott spudłował czarną z punktu przy 53 punktach w breaku i Robertson ukradł frame’a podejściem 79 punktów. W kolejnej partii Szkot popełnił następny błąd i mimo kilku słabszych odstawnych Robertsona, mógł on zapisać na swoje konto piąty frame z rzędu i powiększyć prowadzenie do stanu 8:5. Przełamanie Dotta nastąpiło w partii 14., gdzie sukces Szkot zapewnił sobie breakiem 56 punktów, natomiast w kolejnej błąd Robertsona na wbiciu pozwolił Dottowi na wygranie drugiej partii wieczoru. Ostatni frame miał kluczowe znacznie z taktycznego punktu widzenia. Australijczyk nie prezentował już tak wysokiej formy, jak na początku sesji, ale Dott nie wykorzystał jego błędu na wbiciu i popełnił faul forsując wbicie czerwonej do środkowej kieszeni (zaliczył drobny kontakt z bilą niebieską, wychwycony przez sędziego meczu, Eiriana Williamsa). W efekcie Robertson wbił breaka 70 punktów i na półmetku meczu finałowego prowadził 9:7.
Trzecia sesja została rozegrana po południu 3 maja. W otwierającej partii szansę otrzymał Robertson, ale spudłował łatwą różową z punktu i Dott odpowiedział wygrywającym breakiem 79 punktów. W następnej Australijczyk ponownie spudłował różową przy 49 punktach w podejściu, ale Szkot nie zdołał wybić ostatniej czerwonej spod bandy i doszło do taktycznej rozgrywki na kolorach. Dott wystawił brązową bilę po podwójnym zbiciu z białą i Robertson wbił sekwens do różowej włącznie, powracając na dwuframe’owe prowadzenie. Frame dziewiętnasty rozpoczął się od wbicia wózkiem czerwonej przez Dotta, ale biała zaliczyła kontakt z innymi czerwonymi i Szkot uzyskał niewygodną pozycję do niebieskiej bili, którą spudłował. W efekcie Robertson odpowiedział 82 punktami w breaku i powiększył swoją przewagę. W następnej partii obaj zawodnicy skupili się na długiej wymianie taktycznej, po tym gdy Dott spudłował czerwoną zagrywaną dublem do środkowej kieszeni. Ostatecznie Szkot wypracował sobie przewagę, po której jego rywal musiał ustawić dwa snookery, ale partia zakończyła się po błędzie Australijczyka na odstawnej i Dott zmniejszył straty do wyniku 9:11. Z powodu przedłużającego się czasu gry w trakcie regulaminowej przerwy po czwartej partii, organizatorzy ogłosili skrócenie sesji o dwa frame’y. Partię dwudziestą pierwszą Australijczyk rozpoczął od próby wbicia bardzo ryzykownego wózka, którego nie trafił, zostawiając grę rywalowi. Jednak Graeme Dott wbił tylko jedną czerwoną, pudłując łatwą różową bilę z punktu i Robertson powrócił do stołu, uzyskując breaka 51 punktów. Partia nie została jeszcze rozstrzygnięta, gdyż słabe pozycjonowanie Australijczyka spowodowało, iż musiał grać odstawną, po której Dott miał jeszcze szansę, ale spudłował czerwoną po długości stołu i w efekcie przegrał partię. W ostatnim framie mistrz świata z 2006 roku wbił pierwszego w meczu finałowym breaka stupunktowego (112) i po trzeciej sesji przegrywał 10:12.
Mecz został dokończony wieczorem 3 maja. W pierwszym framie Dott wykorzystał słabą grę rywala na odstawnych i dwoma niskopunktowanymi podejściami zapisał go na swoje konto. W kolejnym obaj snookerzyści spudłowali po jednej czerwonej we wczesnej fazie gry, ale pomyłka Szkota pozwoliła Australijczykowi na wbicie 55 punktów w breaku, a gdy Dott próbował ustawić snookera, po raz drugi zostawił stół rywalowi i ten ponownie uzyskał breaka powyżej pięćdziesięciu punktów (51). Partia dwudziesta piąta padła łupem Szkota, który wbił breaka 57 punktów, a Robertson nieskutecznie próbował ustawić snookera w końcowej fazie gry. W następnej sytuacja odwróciła się; Australijczyk wbił breaka 55 punktów, a Szkot nieskutecznie próbował wymusić faul przeciwnika, zanim ostatecznie przegrał partię. Frame dwudziesty siódmy trwał ponad 44 minuty i zakończył się taktyczną rozgrywką na kolorach. Wcześniej obaj zawodnicy popełnili błędy na wbiciach, a później wdali się w grę na odstawnych. Ostatecznie o wyniku partii zadecydowała bila różowa; Graeme Dott zaliczył podwójne zbicie z białą i wystawił różową do górnej lewej kieszeni, którą wbił Robertson i powiększył swoje prowadzenie do stanu 15:12. W kolejnym framie Dott spudłował czerwoną po przekątnej stołu, ale Robertson nie trafił czarnej z punktu i Szkot wykorzystał tę szansę, zmniejszając straty do dwóch partii. Partia dwudziesta dziewiąta była praktycznie kopią dwudziestej siódmej, ale z jeszcze większą liczbą błędów na wbiciach, ostatecznie lepszy w przydługiej rozgrywce taktycznej okazał się Neil Robertson i ponownie objął trzyframe’owe prowadzenie. W trzydziestej partii Australijczyk przejął kontrolę nad wydarzeniami breakiem 36 punktów, a powrót Szkota do stołu zakończył się po pechowym zbiciu czerwonych i utraty pozycji. W tym momencie Graeme Dott zdawał się utracić także siły oraz wiarę w końcowy sukces, bowiem popełnił kolejne błędy i w ostateczności przegrał także tę partię i Neil Robertson znalazł się o jednego wygranego frame’a od życiowego sukcesu. Ten sukces osiągnął już w następnej partii, gdy wyraźnie zrezygnowany Dott popełnił błędy na wbiciu i odstawnej, a Robertson dwoma podejściami ustalił wynik meczu na 18:13 i mógł świętować zdobycie tytułu mistrza świata w snookerze. Został w ten sposób drugim mistrzem świata pochodzącym z Australii, a także drugim spoza Wysp Brytyjskich w historii turnieju rozgrywanego w Crucible Theatre. Pojedynek finałowy trwał nieco ponad 12 godzin i zakończył się 4 maja, kilka minut przed drugą w nocy czasu środkowoeuropejskiego.

## Drabinka turniejowa
|  |                         |                         |                         |                   |        |                          |                          |                          |  |  |                              |                              |                              |  |  |                           |                           |                           |  |  |                       |                       |                       |
|  | I Runda (do 10 frejmów) | I Runda (do 10 frejmów) | I Runda (do 10 frejmów) |                   |        | II Runda (do 13 frejmów) | II Runda (do 13 frejmów) | II Runda (do 13 frejmów) |  |  | Ćwierćfinały (do 13 frejmów) | Ćwierćfinały (do 13 frejmów) | Ćwierćfinały (do 13 frejmów) |  |  | Półfinały (do 17 frejmów) | Półfinały (do 17 frejmów) | Półfinały (do 17 frejmów) |  |  | Finał (do 18 frejmów) | Finał (do 18 frejmów) | Finał (do 18 frejmów) |
|  | I Runda (do 10 frejmów) | I Runda (do 10 frejmów) | I Runda (do 10 frejmów) |                   |        | II Runda (do 13 frejmów) | II Runda (do 13 frejmów) | II Runda (do 13 frejmów) |  |  | Ćwierćfinały (do 13 frejmów) | Ćwierćfinały (do 13 frejmów) | Ćwierćfinały (do 13 frejmów) |  |  | Półfinały (do 17 frejmów) | Półfinały (do 17 frejmów) | Półfinały (do 17 frejmów) |  |  | Finał (do 18 frejmów) | Finał (do 18 frejmów) | Finał (do 18 frejmów) |
|  |                         |                         |                         |                   |        |                          |                          |                          |  |  |                              |                              |                              |  |  |                           |                           |                           |  |  |                       |                       |                       |
|  |                         |                         |                         |                   |        |                          |                          |                          |  |  |                              |                              |                              |  |  |                           |                           |                           |  |  |                       |                       |                       |
|  | Szkocja                 | John Higgins            | 10                      |                   |        |                          |                          |                          |  |  |                              |                              |                              |  |  |                           |                           |                           |  |  |                       |                       |                       |
|  | Szkocja                 | John Higgins            | 10                      |                   |        |                          |                          |                          |  |  |                              |                              |                              |  |  |                           |                           |                           |  |  |                       |                       |                       |
|  | Anglia                  | Barry Hawkins           | 6                       |                   |        |                          |                          |                          |  |  |                              |                              |                              |  |  |                           |                           |                           |  |  |                       |                       |                       |
|  | Anglia                  | Barry Hawkins           | 6                       |                   |        | Szkocja                  | John Higgins             | 11                       |  |  |                              |                              |                              |  |  |                           |                           |                           |  |  |                       |                       |                       |
|  |                         |                         |                         |                   |        | Szkocja                  | John Higgins             | 11                       |  |  |                              |                              |                              |  |  |                           |                           |                           |  |  |                       |                       |                       |
|  |                         |                         | Anglia                  | Steve Davis       | 13     |                          |                          |                          |  |  |                              |                              |                              |  |  |                           |                           |                           |  |  |                       |                       |                       |
|  | Anglia                  | Mark King               | Anglia                  | Steve Davis       | 13     | 9                        |                          |                          |  |  |                              |                              |                              |  |  |                           |                           |                           |  |  |                       |                       |                       |
|  | Anglia                  | Mark King               |                         |                   |        |                          |                          |                          |  |  |                              |                              |                              |  |  |                           |                           |                           |  |  |                       |                       |                       |
|  | Anglia                  | Steve Davis             | 10                      |                   |        |                          |                          |                          |  |  |                              |                              |                              |  |  |                           |                           |                           |  |  |                       |                       |                       |
|  | Anglia                  | Steve Davis             | 10                      |                   |        | Anglia                   | Steve Davis              | 5                        |  |  |                              |                              |                              |  |  |                           |                           |                           |  |  |                       |                       |                       |
|  |                         |                         |                         |                   |        |                          |                          |                          |  |  |                              |                              |                              |  |  |                           |                           |                           |  |  |                       |                       |                       |
|  |                         |                         | Australia               | Neil Robertson    | 13     |                          |                          |                          |  |  |                              |                              |                              |  |  |                           |                           |                           |  |  |                       |                       |                       |
|  | Australia               | Neil Robertson          | Australia               | Neil Robertson    | 13     | 10                       |                          |                          |  |  |                              |                              |                              |  |  |                           |                           |                           |  |  |                       |                       |                       |
|  | Australia               | Neil Robertson          |                         |                   |        |                          |                          |                          |  |  |                              |                              |                              |  |  |                           |                           |                           |  |  |                       |                       |                       |
|  | Irlandia                | Fergal O’Brien          | 5                       |                   |        |                          |                          |                          |  |  |                              |                              |                              |  |  |                           |                           |                           |  |  |                       |                       |                       |
|  | Irlandia                | Fergal O’Brien          | 5                       |                   |        | Australia                | Neil Robertson           | 13                       |  |  |                              |                              |                              |  |  |                           |                           |                           |  |  |                       |                       |                       |
|  |                         |                         |                         |                   |        | Australia                | Neil Robertson           | 13                       |  |  |                              |                              |                              |  |  |                           |                           |                           |  |  |                       |                       |                       |
|  |                         |                         | Anglia                  | Martin Gould      | 12     |                          |                          |                          |  |  |                              |                              |                              |  |  |                           |                           |                           |  |  |                       |                       |                       |
|  | Hongkong                | Marco Fu                | Anglia                  | Martin Gould      | 12     | 9                        |                          |                          |  |  |                              |                              |                              |  |  |                           |                           |                           |  |  |                       |                       |                       |
|  | Hongkong                | Marco Fu                |                         |                   |        |                          |                          |                          |  |  |                              |                              |                              |  |  |                           |                           |                           |  |  |                       |                       |                       |
|  | Anglia                  | Martin Gould            | 10                      |                   |        |                          |                          |                          |  |  |                              |                              |                              |  |  |                           |                           |                           |  |  |                       |                       |                       |
|  | Anglia                  | Martin Gould            | 10                      |                   |        | Australia                | Neil Robertson           | 17                       |  |  |                              |                              |                              |  |  |                           |                           |                           |  |  |                       |                       |                       |
|  |                         |                         |                         |                   |        |                          |                          |                          |  |  |                              |                              |                              |  |  |                           |                           |                           |  |  |                       |                       |                       |
|  |                         |                         | Anglia                  | Allister Carter   | 12     |                          |                          |                          |  |  |                              |                              |                              |  |  |                           |                           |                           |  |  |                       |                       |                       |
|  | Anglia                  | Allister Carter         | Anglia                  | Allister Carter   | 12     | 10                       |                          |                          |  |  |                              |                              |                              |  |  |                           |                           |                           |  |  |                       |                       |                       |
|  | Anglia                  | Allister Carter         |                         |                   |        |                          |                          |                          |  |  |                              |                              |                              |  |  |                           |                           |                           |  |  |                       |                       |                       |
|  | Anglia                  | Jamie Cope              | 4                       |                   |        |                          |                          |                          |  |  |                              |                              |                              |  |  |                           |                           |                           |  |  |                       |                       |                       |
|  | Anglia                  | Jamie Cope              | 4                       |                   |        | Anglia                   | Allister Carter          | 13                       |  |  |                              |                              |                              |  |  |                           |                           |                           |  |  |                       |                       |                       |
|  |                         |                         |                         |                   |        | Anglia                   | Allister Carter          | 13                       |  |  |                              |                              |                              |  |  |                           |                           |                           |  |  |                       |                       |                       |
|  |                         |                         | Anglia                  | Joe Perry         | 11     |                          |                          |                          |  |  |                              |                              |                              |  |  |                           |                           |                           |  |  |                       |                       |                       |
|  | Anglia                  | Joe Perry               | Anglia                  | Joe Perry         | 11     | 10                       |                          |                          |  |  |                              |                              |                              |  |  |                           |                           |                           |  |  |                       |                       |                       |
|  | Anglia                  | Joe Perry               |                         |                   |        |                          |                          |                          |  |  |                              |                              |                              |  |  |                           |                           |                           |  |  |                       |                       |                       |
|  | Anglia                  | Michael Holt            | 4                       |                   |        |                          |                          |                          |  |  |                              |                              |                              |  |  |                           |                           |                           |  |  |                       |                       |                       |
|  | Anglia                  | Michael Holt            | 4                       |                   |        | Anglia                   | Allister Carter          | 13                       |  |  |                              |                              |                              |  |  |                           |                           |                           |  |  |                       |                       |                       |
|  |                         |                         |                         |                   |        |                          |                          |                          |  |  |                              |                              |                              |  |  |                           |                           |                           |  |  |                       |                       |                       |
|  |                         |                         | Anglia                  | Shaun Murphy      | 12     |                          |                          |                          |  |  |                              |                              |                              |  |  |                           |                           |                           |  |  |                       |                       |                       |
|  |                         | Ding Junhui             | Anglia                  | Shaun Murphy      | 12     | 10                       |                          |                          |  |  |                              |                              |                              |  |  |                           |                           |                           |  |  |                       |                       |                       |
|  |                         | Ding Junhui             |                         |                   |        |                          |                          |                          |  |  |                              |                              |                              |  |  |                           |                           |                           |  |  |                       |                       |                       |
|  | Anglia                  | Stuart Pettman          | 1                       |                   |        |                          |                          |                          |  |  |                              |                              |                              |  |  |                           |                           |                           |  |  |                       |                       |                       |
|  | Anglia                  | Stuart Pettman          | 1                       |                   |        |                          | Ding Junhui              | 10                       |  |  |                              |                              |                              |  |  |                           |                           |                           |  |  |                       |                       |                       |
|  |                         |                         |                         |                   |        |                          | Ding Junhui              | 10                       |  |  |                              |                              |                              |  |  |                           |                           |                           |  |  |                       |                       |                       |
|  |                         |                         | Anglia                  | Shaun Murphy      | 13     |                          |                          |                          |  |  |                              |                              |                              |  |  |                           |                           |                           |  |  |                       |                       |                       |
|  | Anglia                  | Shaun Murphy            | Anglia                  | Shaun Murphy      | 13     | 10                       |                          |                          |  |  |                              |                              |                              |  |  |                           |                           |                           |  |  |                       |                       |                       |
|  | Anglia                  | Shaun Murphy            |                         |                   |        |                          |                          |                          |  |  |                              |                              |                              |  |  |                           |                           |                           |  |  |                       |                       |                       |
|  | Irlandia Północna       | Gerard Greene           | 7                       |                   |        |                          |                          |                          |  |  |                              |                              |                              |  |  |                           |                           |                           |  |  |                       |                       |                       |
|  | Irlandia Północna       | Gerard Greene           | 7                       |                   |        | Australia                | Neil Robertson           | 18                       |  |  |                              |                              |                              |  |  |                           |                           |                           |  |  |                       |                       |                       |
|  |                         |                         |                         |                   |        |                          |                          |                          |  |  |                              |                              |                              |  |  |                           |                           |                           |  |  |                       |                       |                       |
|  |                         |                         | Szkocja                 | Graeme Dott       | 13     |                          |                          |                          |  |  |                              |                              |                              |  |  |                           |                           |                           |  |  |                       |                       |                       |
|  | Szkocja                 | Stephen Maguire         | Szkocja                 | Graeme Dott       | 13     | 10                       |                          |                          |  |  |                              |                              |                              |  |  |                           |                           |                           |  |  |                       |                       |                       |
|  | Szkocja                 | Stephen Maguire         |                         |                   |        |                          |                          |                          |  |  |                              |                              |                              |  |  |                           |                           |                           |  |  |                       |                       |                       |
|  | Anglia                  | Stephen Lee             | 4                       |                   |        |                          |                          |                          |  |  |                              |                              |                              |  |  |                           |                           |                           |  |  |                       |                       |                       |
|  | Anglia                  | Stephen Lee             | 4                       |                   |        | Szkocja                  | Stephen Maguire          | 6                        |  |  |                              |                              |                              |  |  |                           |                           |                           |  |  |                       |                       |                       |
|  |                         |                         |                         |                   |        | Szkocja                  | Stephen Maguire          | 6                        |  |  |                              |                              |                              |  |  |                           |                           |                           |  |  |                       |                       |                       |
|  |                         |                         | Szkocja                 | Graeme Dott       | 13     |                          |                          |                          |  |  |                              |                              |                              |  |  |                           |                           |                           |  |  |                       |                       |                       |
|  | Anglia                  | Peter Ebdon             | Szkocja                 | Graeme Dott       | 13     | 5                        |                          |                          |  |  |                              |                              |                              |  |  |                           |                           |                           |  |  |                       |                       |                       |
|  | Anglia                  | Peter Ebdon             |                         |                   |        |                          |                          |                          |  |  |                              |                              |                              |  |  |                           |                           |                           |  |  |                       |                       |                       |
|  | Szkocja                 | Graeme Dott             | 10                      |                   |        |                          |                          |                          |  |  |                              |                              |                              |  |  |                           |                           |                           |  |  |                       |                       |                       |
|  | Szkocja                 | Graeme Dott             | 10                      |                   |        | Szkocja                  | Graeme Dott              | 13                       |  |  |                              |                              |                              |  |  |                           |                           |                           |  |  |                       |                       |                       |
|  |                         |                         |                         |                   |        |                          |                          |                          |  |  |                              |                              |                              |  |  |                           |                           |                           |  |  |                       |                       |                       |
|  |                         |                         | Irlandia Północna       | Mark Allen        | 12     |                          |                          |                          |  |  |                              |                              |                              |  |  |                           |                           |                           |  |  |                       |                       |                       |
|  | Irlandia Północna       | Mark Allen              | Irlandia Północna       | Mark Allen        | 12     | 10                       |                          |                          |  |  |                              |                              |                              |  |  |                           |                           |                           |  |  |                       |                       |                       |
|  | Irlandia Północna       | Mark Allen              |                         |                   |        |                          |                          |                          |  |  |                              |                              |                              |  |  |                           |                           |                           |  |  |                       |                       |                       |
|  | Anglia                  | Tom Ford                | 4                       |                   |        |                          |                          |                          |  |  |                              |                              |                              |  |  |                           |                           |                           |  |  |                       |                       |                       |
|  | Anglia                  | Tom Ford                | 4                       |                   |        | Irlandia Północna        | Mark Allen               | 13                       |  |  |                              |                              |                              |  |  |                           |                           |                           |  |  |                       |                       |                       |
|  |                         |                         |                         |                   |        | Irlandia Północna        | Mark Allen               | 13                       |  |  |                              |                              |                              |  |  |                           |                           |                           |  |  |                       |                       |                       |
|  |                         |                         | Anglia                  | Mark Davis        | 5      |                          |                          |                          |  |  |                              |                              |                              |  |  |                           |                           |                           |  |  |                       |                       |                       |
|  | Walia                   | Ryan Day                | Anglia                  | Mark Davis        | 5      | 8                        |                          |                          |  |  |                              |                              |                              |  |  |                           |                           |                           |  |  |                       |                       |                       |
|  | Walia                   | Ryan Day                |                         |                   |        |                          |                          |                          |  |  |                              |                              |                              |  |  |                           |                           |                           |  |  |                       |                       |                       |
|  | Anglia                  | Mark Davis              | 10                      |                   |        |                          |                          |                          |  |  |                              |                              |                              |  |  |                           |                           |                           |  |  |                       |                       |                       |
|  | Anglia                  | Mark Davis              | 10                      |                   |        | Szkocja                  | Graeme Dott              | 17                       |  |  |                              |                              |                              |  |  |                           |                           |                           |  |  |                       |                       |                       |
|  |                         |                         |                         |                   |        |                          |                          |                          |  |  |                              |                              |                              |  |  |                           |                           |                           |  |  |                       |                       |                       |
|  |                         |                         | Anglia                  | Mark Selby        | 14     |                          |                          |                          |  |  |                              |                              |                              |  |  |                           |                           |                           |  |  |                       |                       |                       |
|  | Anglia                  | Mark Selby              | Anglia                  | Mark Selby        | 14     | 10                       |                          |                          |  |  |                              |                              |                              |  |  |                           |                           |                           |  |  |                       |                       |                       |
|  | Anglia                  | Mark Selby              |                         |                   |        |                          |                          |                          |  |  |                              |                              |                              |  |  |                           |                           |                           |  |  |                       |                       |                       |
|  | Irlandia                | Ken Doherty             | 4                       |                   |        |                          |                          |                          |  |  |                              |                              |                              |  |  |                           |                           |                           |  |  |                       |                       |                       |
|  | Irlandia                | Ken Doherty             | 4                       |                   |        | Anglia                   | Mark Selby               | 13                       |  |  |                              |                              |                              |  |  |                           |                           |                           |  |  |                       |                       |                       |
|  |                         |                         |                         |                   |        | Anglia                   | Mark Selby               | 13                       |  |  |                              |                              |                              |  |  |                           |                           |                           |  |  |                       |                       |                       |
|  |                         |                         | Szkocja                 | Stephen Hendry    | 5      |                          |                          |                          |  |  |                              |                              |                              |  |  |                           |                           |                           |  |  |                       |                       |                       |
|  | Szkocja                 | Stephen Hendry          | Szkocja                 | Stephen Hendry    | 5      | 10                       |                          |                          |  |  |                              |                              |                              |  |  |                           |                           |                           |  |  |                       |                       |                       |
|  | Szkocja                 | Stephen Hendry          |                         |                   |        |                          |                          |                          |  |  |                              |                              |                              |  |  |                           |                           |                           |  |  |                       |                       |                       |
|  |                         | Zhang Anda              | 9                       |                   |        |                          |                          |                          |  |  |                              |                              |                              |  |  |                           |                           |                           |  |  |                       |                       |                       |
|  |                         | Zhang Anda              | 9                       |                   | Anglia | Mark Selby               | 13                       |                          |  |  |                              |                              |                              |  |  |                           |                           |                           |  |  |                       |                       |                       |
|  |                         |                         |                         |                   |        |                          |                          |                          |  |  |                              |                              |                              |  |  |                           |                           |                           |  |  |                       |                       |                       |
|  |                         |                         | Anglia                  | Ronnie O’Sullivan | 11     |                          |                          |                          |  |  |                              |                              |                              |  |  |                           |                           |                           |  |  |                       |                       |                       |
|  | Walia                   | Mark J. Williams        | Anglia                  | Ronnie O’Sullivan | 11     | 10                       |                          |                          |  |  |                              |                              |                              |  |  |                           |                           |                           |  |  |                       |                       |                       |
|  | Walia                   | Mark J. Williams        |                         |                   |        |                          |                          |                          |  |  |                              |                              |                              |  |  |                           |                           |                           |  |  |                       |                       |                       |
|  | Szkocja                 | Marcus Campbell         | 5                       |                   |        |                          |                          |                          |  |  |                              |                              |                              |  |  |                           |                           |                           |  |  |                       |                       |                       |
|  | Szkocja                 | Marcus Campbell         | 5                       |                   |        | Walia                    | Mark J. Williams         | 10                       |  |  |                              |                              |                              |  |  |                           |                           |                           |  |  |                       |                       |                       |
|  |                         |                         |                         |                   |        | Walia                    | Mark J. Williams         | 10                       |  |  |                              |                              |                              |  |  |                           |                           |                           |  |  |                       |                       |                       |
|  |                         |                         | Anglia                  | Ronnie O’Sullivan | 13     |                          |                          |                          |  |  |                              |                              |                              |  |  |                           |                           |                           |  |  |                       |                       |                       |
|  | Anglia                  | Ronnie O’Sullivan       | Anglia                  | Ronnie O’Sullivan | 13     | 10                       |                          |                          |  |  |                              |                              |                              |  |  |                           |                           |                           |  |  |                       |                       |                       |
|  | Anglia                  | Ronnie O’Sullivan       |                         |                   |        |                          |                          |                          |  |  |                              |                              |                              |  |  |                           |                           |                           |  |  |                       |                       |                       |
|  |                         | Liang Wenbo             | 7                       |                   |        |                          |                          |                          |  |  |                              |                              |                              |  |  |                           |                           |                           |  |  |                       |                       |                       |
|  |                         | Liang Wenbo             | 7                       |                   |        |                          |                          |                          |  |  |                              |                              |                              |  |  |                           |                           |                           |  |  |                       |                       |                       |
|  |                         |                         |                         |                   |        |                          |                          |                          |  |  |                              |                              |                              |  |  |                           |                           |                           |  |  |                       |                       |                       |

## Finał
| Finał: Do 18 wygranych frame'ów · Crucible Theatre, Sheffield, Anglia · Sędzia: Eirian Williams |                    |             |
| Neil Robertson | 18 – 13            | Graeme Dott |
| 2 maja – Sesja popołudniowa: 10-87(80), 65-55(38), 1-93(45,48), 35(33)-62(31), 68(62)-56(52), 62-56(31), 24-73(57), 47(46)-74(36) Sesja wieczorna: 66(61)-5, 90(90)-6, 79(34)-72(72)(dogr.), 79(79)-53, 52-11, 4-71(56), 27-70(53), 113(70)-23 3 maja – Sesja popołudniowa: 23-87(79), 69(49)-56(38), 82(82)-1, 31-66(52), 89(51)-12, 2-116(112) Sesja wieczorna: 12-81(36), 116(55, 51)-13, 36-72(57), 69(55)-15, 63-49, 53(31)-78(42), 74-23, 58(36)-10, 94(53)-1 |                    |             |
| 90 | Najwyższy break    | 112         |
| – | Breaki stupunktowe | 1           |
| 11 | Breaki 50-punktowe | 10          |

## Breaki stupunktowe turnieju zasadniczego
- Mark Allen 146, 131, 122, 101, 100
- Graeme Dott 146, 130, 127, 116, 115, 112, 110, 105
- Mark Selby 142, 117, 108, 106, 104, 103
- Neil Robertson 140, 124, 116, 112, 107, 106, 104
- Ding Junhui 137, 120, 103
- Shaun Murphy 128, 108, 100
- Steve Davis 128,102
- Liang Wenbo 127, 103
- Stephen Lee 127
- Allister Carter 122, 104, 100
- John Higgins 121, 115, 114, 106
- Stephen Hendry 121
- Stephen Maguire 120, 114
- Ronnie O’Sullivan 117, 111, 108, 106, 104, 100
- Martin Gould 116, 103, 102
- Mark J. Williams 115
- Michael Holt 112
- Marco Fu 112
- Tom Ford 107[66]

## Statystyki turnieju

### Statystyki pierwszej rundy
|                   | Państwo           | Il. zawodników | % zawodników |
| ----------------- | ----------------- | -------------- | ------------ |
| Anglia            | Anglia            | 16             | 50,00%       |
| Szkocja           | Szkocja           | 5              | 15,62%       |
|                   | Chiny             | 3              | 9,38%        |
| Walia             | Walia             | 2              | 6,25%        |
| Irlandia Północna | Irlandia Północna | 2              | 6,25%        |
| Irlandia          | Irlandia          | 2              | 6,25%        |
| Australia         | Australia         | 1              | 3,13%        |
| Hongkong          | Hongkong          | 1              | 3,13%        |

- Liczba uczestników rundy: 32 zawodników
- Liczba rozstawionych zawodników w rundzie: 16
- Liczba nierozstawionych zawodników w rundzie: 16
- Liczba zwycięstw zawodników rozstawionych: 12
- Liczba zwycięstw zawodników nierozstawionych: 4
- Liczba rozegranych partii (maksymalnie możliwa): 251 (304)
- Średnia liczba partii w meczu: 15,69
- Najwyższe zwycięstwo: 10-1
- Liczba meczów rozstrzygniętych w ostatniej partii: 3

### Statystyki drugiej rundy
|                   | Państwo           | Il. zawodników | % zawodników |
| ----------------- | ----------------- | -------------- | ------------ |
| Anglia            | Anglia            | 8              | 50,00%       |
| Szkocja           | Szkocja           | 4              | 25,00%       |
|                   | Chiny             | 1              | 6,25%        |
| Irlandia Północna | Irlandia Północna | 1              | 6,25%        |
| Walia             | Walia             | 1              | 6,25%        |
| Australia         | Australia         | 1              | 6,25%        |

- Liczba uczestników rundy: 16 zawodników
- Liczba rozstawionych zawodników w rundzie: 12
- Liczba nierozstawionych zawodników w rundzie 4
- Liczba zwycięstw zawodników rozstawionych: 6
- Liczba zwycięstw zawodników nierozstawionych: 2
- Liczba rozegranych partii (maksymalnie możliwa): 174 (200)
- Średnia liczba partii w meczu: 21,75
- Najwyższe zwycięstwo: 13-5
- Liczba meczów rozstrzygniętych w ostatniej partii: 1

### Statystyki ćwierćfinałów
|                   | Państwo           | Il. zawodników | % zawodników |
| ----------------- | ----------------- | -------------- | ------------ |
| Anglia            | Anglia            | 5              | 62,50%       |
| Szkocja           | Szkocja           | 1              | 12,50%       |
| Irlandia Północna | Irlandia Północna | 1              | 12,50%       |
| Australia         | Australia         | 1              | 12,50%       |

- Liczba uczestników rundy: 8 zawodników
- Liczba rozstawionych zawodników w rundzie: 6
- Liczba nierozstawionych zawodników w rundzie 2
- Liczba zwycięstw zawodników rozstawionych: 3
- Liczba zwycięstw zawodników nierozstawionych: 1
- Liczba rozegranych partii (maksymalnie możliwa): 92 (100)
- Średnia liczba partii w meczu: 23
- Najwyższe zwycięstwo: 13-5
- Liczba meczów rozstrzygniętych w ostatniej partii: 2

### Statystyki półfinałów
|           | Państwo   | Il. zawodników | % zawodników |
| --------- | --------- | -------------- | ------------ |
| Anglia    | Anglia    | 2              | 50,00%       |
| Szkocja   | Szkocja   | 1              | 25,00%       |
| Australia | Australia | 1              | 25,00%       |

- Liczba uczestników rundy: 4 zawodników
- Liczba rozstawionych zawodników w rundzie: 3
- Liczba nierozstawionych zawodników w rundzie 1
- Liczba zwycięstw zawodników rozstawionych: 1
- Liczba zwycięstw zawodników nierozstawionych: 1
- Liczba rozegranych partii (maksymalnie możliwa): 60 (66)
- Średnia liczba partii w meczu: 30
- Najwyższe zwycięstwo: 17-12
- Liczba meczów rozstrzygniętych w ostatniej partii: 0

## Zmiany na liście rankingowej związane z turniejem
- Przebieg turnieju nie miał wpływu na pozycje lidera na liście rankingowej na sezon 2010/2011. John Higgins, przed rozpoczęciem turnieju miał na prowizorycznej liście rankingowej 11185 punktów przewagi nad drugim Ronnie O’Sullivanem.
- Dzięki zwycięstwu nad Zhangiem Anda w I rundzie turnieju, Stephen Hendry zapewnił sobie miejsce w czołowej „16” światowego rankingu snookerowego na sezon 2010/2011[27].
- Peter Ebdon po porażce z Graeme’em Dottem w I rundzie wypadł z czołowej „16” oficjalnej listy rankingowej po raz pierwszy od 1994 roku[67].
- Joe Perry po porażce w meczu II rundy z Allisterem Carterem wypadł z czołowej „16” oficjalnej listy rankingowej (prowizorycznie na miejscu 19.)[68].
- Graeme Dott po osiągnięciu ćwierćfinału mistrzostw świata awansował na 17. miejsce prowizorycznej listy rankingowej. Zaś po awansie do półfinału powrócił do czołowej szesnastki po dwóch latach przerwy, kosztem zajmującego wówczas 16. miejsce na liście prowizorycznej Jamiego Cope’a[68].
- Zdobywając tytuł mistrzowski, Neil Robertson awansował na drugie miejsce oficjalnej listy rankingowej na sezon 2010/2011[68].

## Kwalifikacje
Kwalifikacje do Mistrzostw świata 2010 były rozgrywane w 5 rundach. Rundy 1-4 odbyły się w dniach 27 lutego – 5 marca. Runda 5 odbyła się w dniach 7-9 marca. Wszystkie rundy odbyły się w English Institute of Sport w Sheffield

### Runda pierwsza
Przed tą rundą odbyły się pre eliminacje dla graczy spoza Main Touru, wystąpiło w nich 16 zawodników, 4 z nich awansowało do pierwszej rundy kwalifikacji.
| James Wattana      | 10−6 | Paul Wykes  |
| Michael White      | 10−4 | David Singh |
| Jordan Brown       | 10−7 | Del Smith   |
| Brendan O’Donoghue | 10−8 | Nic Barrow  |

## Drabinka kwalifikacji
|  | Runda 2 do 10 frejmów | Runda 2 do 10 frejmów | Runda 2 do 10 frejmów |  | Runda 3 do 10 frejmów | Runda 3 do 10 frejmów | Runda 3 do 10 frejmów |  | Runda 4 do 10 frejmów | Runda 4 do 10 frejmów | Runda 4 do 10 frejmów |  | Runda 5 do 10 frejmów | Runda 5 do 10 frejmów | Runda 5 do 10 frejmów |
|  |                       |                       |                       |  |                       |                       |                       |  |                       |                       |                       |  |                       |                       |                       |
|  | Anglia                | Lee Page              | 6                     |  | Anglia                | Peter Lines           | 8                     |  | Szkocja               | Marcus Campbell       | 10                    |  | Walia                 | Matthew Stevens       | 9                     |
|  | Tajlandia             | James Wattana         | 10                    |  | Tajlandia             | James Wattana         | 10                    |  | Tajlandia             | James Wattana         | 5                     |  | Szkocja               | Marcus Campbell       | 10                    |
|  |                       |                       |                       |  |                       |                       |                       |  |                       |                       |                       |  |                       |                       |                       |
|  | Anglia                | Matthew Selt          | 10                    |  | Anglia                | Barry Pinches         | 10                    |  | Anglia                | Mark Davis            | 10                    |  | Anglia                | Dave Harold           | 7                     |
|  | Tajlandia             | Thepchaiya Un-Nooh    | 8                     |  | Anglia                | Matthew Selt          | 8                     |  | Anglia                | Barry Pinches         | 7                     |  | Anglia                | Mark Davis            | 10                    |
|  |                       |                       |                       |  |                       |                       |                       |  |                       |                       |                       |  |                       |                       |                       |
|  | Anglia                | Stephen Rowlings      | 6                     |  | Irlandia              | Joe Delaney           | 10                    |  | Anglia                | Adrian Gunnell        | 10                    |  | Anglia                | Steve Davis           | 10                    |
|  | Anglia                | Sam Baird             | 10                    |  | Anglia                | Sam Baird             | 0                     |  | Irlandia              | Joe Delaney           | 7                     |  | Anglia                | Adrian Gunnell        | 4                     |
|  |                       |                       |                       |  |                       |                       |                       |  |                       |                       |                       |  |                       |                       |                       |
|  | Anglia                | Lee Spick             | 8                     |  | Walia                 | Paul Davies           | 10                    |  | Szkocja               | Alan McManus          | 10                    |  | Irlandia              | Fergal O’Brien        | 10                    |
|  | Anglia                | Joe Jogia             | 10                    |  | Anglia                | Joe Jogia             | 7                     |  | Walia                 | Paul Davies           | 9                     |  | Szkocja               | Alan McManus          | 4                     |
|  |                       |                       |                       |  |                       |                       |                       |  |                       |                       |                       |  |                       |                       |                       |
|  | Tajlandia             | Noppadol Sangnil      | 10                    |  | Anglia                | Rod Lawler            | 10                    |  | Walia                 | Dominic Dale          | 5                     |  |                       | Liang Wenbo           | 10                    |
|  | Walia                 | Michael White         | 9                     |  | Tajlandia             | Noppadol Sangnil      | 7                     |  | Anglia                | Rod Lawler            | 10                    |  | Anglia                | Rod Lawler            | 2                     |
|  |                       |                       |                       |  |                       |                       |                       |  |                       |                       |                       |  |                       |                       |                       |
|  | Belgia                | Bjorn Haneveer        | 10                    |  | Anglia                | David Gilbert         | 6                     |  | Anglia                | Martin Gould          | 10                    |  | Anglia                | Nigel Bond            | 4                     |
|  | Irlandia Północna     | Jordan Brown          | 9                     |  | Belgia                | Bjorn Haneveer        | 10                    |  | Belgia                | Bjorn Haneveer        | 8                     |  | Anglia                | Martin Gould          | 10                    |
|  |                       |                       |                       |  |                       |                       |                       |  |                       |                       |                       |  |                       |                       |                       |
|  | Irlandia Północna     | Patrick Wallace       | 7                     |  | Anglia                | Jimmy White           | 10                    |  | Irlandia              | Ken Doherty           | 10                    |  | Irlandia Północna     | Joe Swail             | 1                     |
|  | Szkocja               | Mark Boyle            | 10                    |  | Szkocja               | Mark Boyle            | 8                     |  | Anglia                | Jimmy White           | 3                     |  | Irlandia              | Ken Doherty           | 10                    |
|  |                       |                       |                       |  |                       |                       |                       |  |                       |                       |                       |  |                       |                       |                       |
|  |                       | Li Hang               | 9                     |  | Anglia                | Tom Ford              | 10                    |  | Anglia                | Anthony Hamilton      | 6                     |  | Anglia                | Judd Trump            | 3                     |
|  | Irlandia              | David Hogan           | 10                    |  | Irlandia              | David Hogan           | 3                     |  | Anglia                | Tom Ford              | 10                    |  | Anglia                | Tom Ford              | 10                    |
|  |                       |                       |                       |  |                       |                       |                       |  |                       |                       |                       |  |                       |                       |                       |
|  |                       | Xiao Guodong          | 9                     |  |                       | Liu Song              | 7                     |  | Anglia                | Ian McCulloch         | 10                    |  | Anglia                | Barry Hawkins         | 10                    |
|  | Malta                 | Tony Drago            | 10                    |  | Malta                 | Tony Drago            | 10                    |  | Malta                 | Tony Drago            | 6                     |  | Anglia                | Ian McCulloch         | 7                     |
|  |                       |                       |                       |  |                       |                       |                       |  |                       |                       |                       |  |                       |                       |                       |
|  | Anglia                | Chris Norbury         | 4                     |  | Irlandia              | David Morris          | 10                    |  | Szkocja               | Jamie Burnett         | 6                     |  | Anglia                | Michael Holt          | 10                    |
|  |                       | Mei Xiwen             | 10                    |  |                       | Mei Xiwen             | 8                     |  | Irlandia              | David Morris          | 10                    |  | Irlandia              | David Morris          | 6                     |
|  |                       |                       |                       |  |                       |                       |                       |  |                       |                       |                       |  |                       |                       |                       |
|  | Anglia                | Craig Steadman        | 4                     |  | Anglia                | John Parrott          | 6                     |  | Anglia                | Andrew Higginson      | 8                     |  | Anglia                | Ricky Walden          | 8                     |
|  |                       | Zhang Anda            | 10                    |  |                       | Zhang Anda            | 10                    |  |                       | Zhang Anda            | 10                    |  |                       | Zhang Anda            | 10                    |
|  |                       |                       |                       |  |                       |                       |                       |  |                       |                       |                       |  |                       |                       |                       |
|  | Anglia                | Matthew Couch         | 8                     |  |                       | Jin Long              | 10                    |  | Anglia                | Rory McLeod           | 10                    |  | Irlandia Północna     | Gerard Greene         | 10                    |
|  | Irlandia              | Brendan O’Donoghue    | 10                    |  | Irlandia              | Brendan O’Donoghue    | 6                     |  |                       | Jin Long              | 3                     |  | Anglia                | Rory McLeod           | 9                     |
|  |                       |                       |                       |  |                       |                       |                       |  |                       |                       |                       |  |                       |                       |                       |
|  | Anglia                | Ben Woollaston        | 10                    |  | Anglia                | David Roe             | 10                    |  | Anglia                | Stuart Pettman        | 10                    |  | Anglia                | Stuart Bingham        | 2                     |
|  | Anglia                | Andrew Norman         | 5                     |  | Anglia                | Ben Woollaston        | 9                     |  | Anglia                | David Roe             | 6                     |  | Anglia                | Stuart Pettman        | 10                    |
|  |                       |                       |                       |  |                       |                       |                       |  |                       |                       |                       |  |                       |                       |                       |
|  | Tajlandia             | Atthasit Mahitthi     | 4                     |  | Anglia                | Mark Joyce            | 10                    |  | Irlandia              | Michael Judge         | 8                     |  | Anglia                | Jamie Cope            | 10                    |
|  | Anglia                | Jimmy Robertson       | 10                    |  | Anglia                | Jimmy Robertson       | 9                     |  | Anglia                | Mark Joyce            | 10                    |  | Anglia                | Mark Joyce            | 5                     |
|  |                       |                       |                       |  |                       |                       |                       |  |                       |                       |                       |  |                       |                       |                       |
|  | Anglia                | Simon Bedford         | 10                    |  | Anglia                | Robert Milkins        | 10                    |  | Anglia                | Mike Dunn             | 10                    |  | Anglia                | Stephen Lee           | 10                    |
|  | Walia                 | Ian Preece            | 4                     |  | Anglia                | Simon Bedford         | 6                     |  | Anglia                | Robert Milkins        | 8                     |  | Anglia                | Mike Dunn             | 2                     |
|  |                       |                       |                       |  |                       |                       |                       |  |                       |                       |                       |  |                       |                       |                       |
|  | Walia                 | Daniel Wells          | 7                     |  | Anglia                | Andy Hicks            | 7                     |  | Anglia                | Jimmy Michie          | 10                    |  | Szkocja               | Graeme Dott           | 10                    |
|  | Anglia                | David Gray            | 10                    |  | Anglia                | David Gray            | 10                    |  | Anglia                | David Gray            | 2                     |  | Anglia                | Jimmy Michie          | 5                     |

## Breaki stupunktowe kwalifikacji
- James Wattana 140
- Mark Joyce 139, 100
- Bjorn Haneveer 138, 133, 121, 101
- Matthew Stevens 137, 104
- Jimmy White 137, 103
- Zhang Anda 134, 114, 113, 103, 101
- David Gray 134
- Barry Hawkins 133
- Rod Lawler 132, 121
- Tom Ford 132, 120, 100
- Michael White 131, 126, 105
- Chris Norbury 131, 104
- Martin Gould 129, 114
- Nigel Bond 129
- Adrian Gunnell 128, 113, 104
- Brendan O’Donoghue(inne języki) 116, 103
- Mark Davis 116, 100
- Craig Steadman 115, 103
- Jamie Cope 108
- Tony Drago 107
- Shailesh Jogia 105
- Matthew Couch 104
- Sam Baird 103
- Anthony Hamilton 103
- Xiao Guodong 102
- Jimmy Robertson 101
- Alan McManus 101
- Li Hang 100